# Mongolsko cesarstvo
Mongolsko cesarstvo oz. Mongolski imperij (mongolsko Монголын Эзэнт Гүрэн, latinizirano: Mongoljin Ezent Güren ali Их Mонгол Yлс, Ih Mongol Uls) je bilo cesarstvo, ki se je v 13. in 14. stoletju raztezal od vzhodne Azije do vzhodne Evrope. Bilo je največje celovito cesarstvo v zgodovini človeštva,  saj je v času največjega obsega leta 1279 merilo okrog 33 milijonov km² in segalo od Donave do Japonskega morja ter od Arktike do meja Bengalije na jugu. Na ozemlju, ki je predstavljalo petino vsega kopnega na Zemlji, je takrat živelo več kot 100 milijonov prebivalcev, zato ga imenujemo tudi Mongolski svetovni imperij.
Nastal je z združitvijo mongolskih in turških plemen na ozemlju današnje  Mongolije, od koder se je pod vodstvom Džingiskana, ki je bil proglašen za vladarja vseh Mongolov leta 1206, začel širiti proti vzhodu, zahodu in jugu. Za širjenje je imela največ zaslug mongolska vojska, ki je štela verjetno preko 200.000 vojakov, pa tudi sklepanje zavezništev z drugimi azijskimi narodi.
V dobi Mongolskega cesarstva je v celotni Evraziji vladal prost pretok tehnologij, dobrin in ideologij.
Po nasledstveni vojni med letoma 1260 in 1264 je pričelo cesarstvo razpadati. Zlata horda in Čagatajski kanat sta postala de facto neodvisna in sta zavrnila Kublajkana kot vrhovnega vladarja - kagana. Do Kublajkanove smrti leta 1294 je cesarstvo razpadlo že na štiri kanate oz. cesarstva, ki so skrbeli predvsem za lastne interese, vendar je bilo Mongolsko cesarstvo kot celota še vedno močno. Veliki kani iz dinastije Yuan so prevzeli vlogo kitajskih cesarjev in prenesli sedež vladavine iz stare prestolnice Karakorum v Kanbalik (današnji Peking). Trije zahodni kanati so jih sicer priznavali za vrhovne vladarje ter jim plačevali dajatve, a so bili po podpisu mirovne pogodbe leta 1304 praktično neodvisni in so se razvijali samostojno kot suverene države. Mongolska nadvlada na Kitajskem se je končala leta 1368, vendar je ena od dinastij preživela v Mongoliji vse do 17. stoletja.

## Ime
V mongolskem jeziku se za cesarstvo uporabljata dve imeni: Mongoljin ezent güren  (Монголын эзэнт гүрэн), dobesedno Mongolska cesarska država in Ih Mongol uls (Их Монгол улс), dobesedno Veliko Mongolsko cesarstvo. Oba izraza sta skoraj enakovredna in pomenita Mongolsko cesarstvo.

## Politična zgodovina

### Nastanek
V Mongoliji, Mandžuriji in delu severne Kitajske je na začetku 12. stoletja vladala kitanska dinastija Liao. Leta 1125 je prišla na oblast dinastija Jin (1115–1234), ki so jo ustanovili Džurčeni, in je poskušala prevzeti oblast na svojih bivših ozemljih.
Mongolom je v zgodnjem 12. stoletju uspelo pod vodstvom Temudžinovega (Džingiskanovega) prapradeda Kabul kana pregnati vojsko dinastije Jin s svojega ozemlja, zatem pa so se začele sovražnosti s Tatari. Zlati kralji iz dinastije Jin so namreč poskušali spreti in s tem oslabiti nomadska plemena, ki so takrat živela na Mongolski planoti: Kereide, Mongole, Najmane, Merkite in Tatare.
Temudžinu, sinu mongolskega poglavarja, ki je pretrpel težko otroštvo, je s političnimi manipulacijami in vojaško silo uspelo pod svojo oblastjo združiti tradicionalno rivalska mongolsko-turška plemena. S pomočjo očetovega prijatelja, močnega kereidskega poglavarja Vang kana Togrula, in prijatelja iz otroštva Džamuka iz klana Džadran mu je uspelo poraziti Merkite, ki so mu ugrabili ženo Börte, Najmane in Tatare. Temudžin je prepovedal ropanje in posiljevanje brez njegovega dovoljenja, plena pa ni prepustil aristokratom, ampak ga je razdelil mongolskim vojakom in njihovim družinam. Nadel si je vladarski naslov kan, čeprav so bili zakoniti nasledniki prestola tudi njegovi strici. Zaradi te odločitve je prišlo do spora med generali in zavezniki in Džamuka in Kereidi so ga zapustili, saj je bil Temudžin zanje zgolj  predrzen uzurpator.
Zaradi Temudžinovega močnega položaja in ugleda med mongolskimi in drugimi nomadskimi plemeni, se je med kereidsko elito začel širiti strah in proti njemu so se obrnili prav vsi strici,  bratranci in poglavarji drugih plemen. Sledila je vojna, v kateri je bila Temudžinova vojska skorajda poražena, vendar si je opomogla in se okrepila z vojaki iz lojalnih plemen. V letih 1203–1205 so Mongoli pod Temudžinovim vodstvom porazili vsa preostala rivalska plemena in jim vsilili svojo nadoblast.
Leta 1206 je bil Temudžin na mongolskem generalnem zboru, kurultaju, izvoljen za kana Mongolskega cesarstva. Namesto enega od starih plemenskih naslovov, na primer gur kan ali tadžang kan, je dobil naslov džingis kan, kar pomeni veliki vladar ali vladar sveta. Ta dogodek pomeni začetek Mongolskega cesarstva pod Džingiskanovim vodstvom.
Džingiskan je za poveljnike vojaških enot in upravnike pokrajin praviloma imenoval svoje zveste prijatelje. Armado je po decimalnem sistemu reorganiziral v arbane, zuune, mjangane in tumane, ki so šteli po 10, 100, 1.000 in 10.000 vojakov. Ustanovil je cesarsko gardo (kešik) in jo razdelil na dnevno stražo (hordžin, torgut) in nočno stražo (hevtul). Vse zveste podanike, ki so bili večinoma zelo nizkega stanu, je nagradil z visokimi vojaškimi položaji, zato je bilo število vojaških enot, katerim so poveljevali lojalni podaniki, mnogo večje od števila enot, katerim so poveljevali njegovi sorodniki. Razglasil je nov zakon cesarstva Ih zasag huulj ali na kratko Jasa, s katerim je predpisal vse, kar je bilo povezano z vsakdanjim življenjem in političnimi zadevami nomadov tistega časa. 
Z zakonom je med drugim prepovedal lov na divje živali v času parjenja, prodajo žensk, krajo tuje lastnine in borbe med Mongoli. Za vrhovnega sodnika je imenoval pobratima Šigi Kutuga in mu ukazal, naj se drži zakona. Poleg zakonov o družini, hrani in vojski je razglasil popolno versko svobodo in podprl domačo in mednarodno trgovino. Reveže, učitelje in klerike in njihovo imovino je osvobodil plačevanja davkov. Muslimani, budisti in kristjani iz Mandžurije, severne Kitajske, Indije in Perzije so se mu zato pridružili že mnogo pred začetkom njegovih osvajanj. Privzel je ujgursko pisavo, iz katere je nastala mongolsko-ujgurska cesarska pisava, in ukazal Ujguru Tatatungu, ki je bil pred tem v službi najmanskega kana, da poučuje njegove sinove.
Kmalu se je sprl z džurčensko dinastijo Jin in zahodno tangutsko dinastijo Hsi Hsia, ki je vladala v severni Kitajski. Zaradi provokacij muslimanskega Horezmskega cesarstva je začel prodirati tudi v osrednjo Azijo, kjer je opustošil Transoksanijo in vzhodno Perzijo, od tam pa v Kijevsko Rusijo in proti Kavkazu. Svoje cesarstvo je pred smrtjo razdelil med svoje sinove in bližnje sorodnike. Cesarstvo je kljub delitvi ostalo v oblasti cesarske družine, ki je skupaj z drugo mongolsko aristokracijo tvorila vladajočo mongolsko elito.

### Višek Svetovnega cesarstva

#### Veliko širjenje pod Ögedej kanom
V času Džingiskanove smrti se je Mongolsko cesarstvo raztezalo od Pacifika do Kaspijskega jezera in je bilo dvakrat večje od Rimskega cesarstva in Muslimanskega kalifata. Džingiskanov prestol je leta 1229 po očetovi želji zasedel sin Ögedej, potem ko je cesarstvu dve leti vladal njegov najmlajši sin Toluj. Ögedej je kmalu po prihodu na prestol poslal svojo vojsko v stepe severno od Bajkalskega, Aralskega in Kaspijskega jezera ter Črnega morja, katerim so vladali Kipčaki (Polovci), da bi pokoril Baškirce, Bolgare in druga tam živeča ljudstva. Baškirci so postali njegovi zavezniki, na vzhodu pa je njegova vojska ponovno vzpostavila mongolsko oblast nad celo Mandžurijo, kjer je zlomila oblast Vzhodnih Hsijev, in tunguškimi ljudstvi (Vodnimi Tatari).
Ko so si Džurčeni opomogli in leta 1230 porazili oddelek mongolske vojske, je veliki kan osebno povedel svojo vojsko na pohod proti dinastiji Jin. Leta 1232 so Džurčeni pobili mongolsko odposlanstvo, zato je general Subedej zasedel cesarsko prestolnico Kaifeng. Leta 1243 so Mongoli s pomočjo dinastije Song pokončali dinastijo Jin, kar pa ni vzpostavilo miru med zaveznikoma. Vojska Songov je ponovno osvojila ozemlje Džurčenov in pobila mongolske guvernerje - darugačije. Medtem je general Čormakan na Ögedejev ukaz uničil Džalala ud-Din Menguberdija, zadnjega šaha Horezmskega cesarstva, ki je leta 1229 porazil mongolsko vojsko blizu Isfahana. General je nato prodrl v Azerbajdžan, Armenijo in Gruzijo. Manjša kraljestva v južni Perziji so brez odpora priznala mongolsko nadoblast. Na skrajnem vzhodu cesarstva so Mongoli porazili Korejce, Ögedejev poskus priključitve Korejskega polotoka cesarstvu pa ni uspel. Kralj Goryeo se je sicer vdal, potem pa se je uprl in pobil vse mongolske guvernerje in promongolske Korejce.
Medtem, ko je Ögedej gradil svojo novo prestolnico Karakorum, so v letih 1235–1238 v severni Kitajski, Turkestanu in Transoksaniji vzpostavili mongolsko upravo, ki so jo vodili Kitanci in muslimani. Poleg tega je dal zgraditi obcestne poštne postaje, pomiril na novo pokorjena ljudstva in zatrl razbojništvo in piratstvo. Med Ögedejevim vladanjem sta državno upravo vodila Džingiskanov polbrat Šigi Kutug in kitanski državnik Jelu Čucaj, katera so spoštovali tudi samovoljni sorodniki in generali, ki jih je nasledil od očeta. Po Tolujevi smrti se je Ögedej vedno bolj vdajal pijači, vendar je bil še vedno zelo radodaren do svojih podložnikov in je ukazal, da se vsaka stota ovca nameni revežem.
Na kurultaju leta 1243 se je odločil, da bo premagal dinastijo Song, Kipčake in njihove zahodne zaveznike ter Korejce, ker so vsi pobili njegove odposlance. Južno Kitajsko so napadle tri armade pod poveljstvom njegovih sinov Kočuja in Kotena in tangutskega generala Čagana. Mongolska vojska je osvojila Šjangjang (Šjangfan), Jangce in Sečuan, vendar nasprotnika ni mogla dokončno poraziti. Songovi generali so leta 1239 ponovno osvojili Šjangjang, zaradi nepričakovane Kočujeve smrti na Kitajskem pa je mongolska vojska postala neučinkovita in se je umaknila. Knez Koten je po njenem umiku napadel Tibet.
Mongolska vojska pod poveljstvom Batu kana in njegovega svetovalca Subotaja je opustošila države Bolgarov, Alanov, Kipčakov, Baškircev, Mordvincev, Čuvašev in drugih ljudstev v južni ruski stepi in se leta 1237 soočila s prvo rusko kneževino Rjazan. Po tridnevnem obleganju s težkimi oblegovalnimi stroji so mesto osvojili in poklali prebivalce. Zatem so leta 1238 na reki Sit uničili vojsko Velike Vladimirske kneževine in osvojili alansko glavno mesto Magas na severnem Zakavkazju. Do leta 1240 so vsa ruska ozemlja, vključno s Kijevom, padla. Svobodna so ostala samo nekatera mesta na severu. Invaziji v Zakavkazje se je pridružila Čormakanova vojska iz Perzije, ki je pod poveljstvom Batuja in Subotaja prisilila gruzijsko in armensko plemstvo k vdaji.
Batujevi odnosi z Ögedejevim najstarejšim sinom Gujukom in Čagatajevim ljubljenim vnukom Burijem so se po banketu v čast zmage v južni Rusiji močno poslabšali, vendar niso mogli ogroziti Batujevega položaja, dokler je bil njegov stric še živ. Medtem je Ögedej napadel Indijo, Lahore in Multan v Delhijskem sultanatu in vzpostavil mongolsko oblast v Kašmiru. S korejskim vladarjem Goryeom se je sporazumel, da mu bodo Korejci plačevali davek, svojo osebno stražo pa je s pomočjo diplomacije in vojaškega pritiska okrepil s korejskimi vojaki. Goryeo je zaradi mongolskih pritiskov svoj dvor preselil na otok Ganghwa v izlivu reke Han.
Mongolsko osvajanje Evrope se je nadaljevalo z invazijo na Poljsko, Ogrsko in Transilvanijo. Medtem, ko je zahodno krilo mongolske vojske ropalo poljska mesta, se je proti njim ustanovila vojaška zveza, v kateri so bili Poljaki, Moravci, malteški in tevtonski vitezi ter templjarji, ki naj bi bila dovolj močna, da bi zaustavila njihovo napredovanje. Združena vojska je v bitki pri Legnici 9. aprila 1241 doživela popoln poraz. Čez dva dni so Mongoli v bitki ob reki Šajo porazili še ogrsko vojsko in njene zaveznike Hrvate in templjarje. Mongoli so po teh sijajnih zmagah nad evropskimi vitezi kmalu spopadli tudi  z vojskami Češke, Srbije, Babenberga in Svetega Rimskega cesarstva.  Ko je Batujeva vojska dosegla Dunaj in severno Albanijo, je izvedela za Ögedejevo smrt decembra 1241. Ker je mongolska državna in vojaška tradicija zahtevala, da se morajo vsi knezi udeležiti kurultaja, na katerem se bo volilo kanovega naslednika, se je zahodna mongolska armada naslednje leto umaknila iz srednje Evrope.

#### Borbe za nadoblast
Po Ogedejevi smrti je oblast v cesarstvu prevzela njegova vdova Töregene hatun in začela preganjati moževe kitanske in muslimanske uradnike. Na visoke državne položaje je namesto njih imenovala svoje privržence. Po celem cesarstvu je gradila palače, katedrale in socialne ustanove  in podpirala religioznost in izobraževanje. Na svojo stran je pridobila večino mongolskih aristokratov, ki so bili pripravljeni na volitvah za novega kana podpreti Ögedejevega sina Gujuka. Ker je Batu kan zavrnil udeležbo na kurultaju, češ da je bolan in da je mongolska klima zanj preostra, je nastalo mrtvilo, ki je trajalo več kot štiri leta. Nepričakovano brezvladje je sprožilo dogodke, ki so povzročili upadanje mongolske enotnosti.
V tem času je mongolska vojska pod poveljstvom generala Bajdžuja porazila anatolske Seldžuke, opustošila ozemlje dinastije Song, Sirijo, Korejo, Irak in Indijo. Ko je Džingiskanov mlajši brat Temüge zagrozil Töregene, da bo sam prevzel prestol, se je Gujuk takoj vrnil v Karakorum, da bi zavaroval svoj položaj. Vladar Zlate horde Batu kan je zato privolil, da bo poslal svoje brate in generale na kurultaj, ki ga je sklicala Töregene leta 1246.
Gujuk je bil sicer bolan in je pretirano pil, vendar so mu vojaške zmage v Mandžuriji in Evropi zagotovile ugled, ki je bil potreben za kagana. Njegovi izvolitvi so prisostvovali številni tuji  dostojantveniki, mongolski plemiči, nemongolski veljaki iz celega Mongolskega cesarstva in diplomati iz Gruzije (David VI. Narin in David VII. Ulu), Koreje, Kitajske, Rusije (knez Vladimir Jaroslav s sinovoma Aleksandrom in Andrejem), Turkestana, Azerbajdžana, Turčije, Sirije, Irana, Rima (Iohannes de Plano Carpini) in Bagdada.
Ko je bilo kronanje opravljeno, je Gujuk omejil očitno zlorabljanje plemstva in pokazal, da bo nadaljeval politiko svojega očeta. Vse materine zaupnike je ostro kaznoval zaradi čarovništva in korupcije. Edina izjema je bil guverner Argun Starejši. Sprožil je tudi tajno preiskavo  proti Temügeju. Preiskavo sta vodila Orda in Mongke, ki sta Temügeja na skrivaj ubila. Da bi utrdil svojo moč, je odstavil tudi mladega kana Kara Hulega in ga  zamenjal s svojim sorodnikom Jesujem Mongkejem.
Med njegovim vladanjem je skrivnostno umrla Džingiskanova hčerka Altalaun, kar je med nekaterimi člani Zlate družine povzročilo veliko žalosti. Batu je moral kljub temu spoštovati Gujuka in ni sprejemal nobene velike zunanjepolitične odločitve brez njegove privolitve. Gujuk je na prestol Gruzijskega kraljestva posadil Davida VII. Uluja in mu podredil Batujevega varovanca Davida VI. Narina. Seldžuški sultanat Rum je razdelil med Keykavusa II. in Kiliç Arslana IV., čeprav se Keykavus z njegovo odločitvijo ni strinjal.
Bivši mongolski zavezniki Asasini, katerih  veliki mojster Hasan Džalalud-Din je leta 1221 ponudil Džingiskanu svojo podložnost, so pobili mongolske generale v Perziji in zavrnili popolno pokornost. Da bi uničil njihova oporišča v središču islamskega sveta v Iraku in Iranu, je Gujuk  nadnje poslal vojsko pod vrhovnim  poveljstvom Eldžigideja, očeta svojega najboljšega prijatelja.
Očetove uradnike je ponovno postavil na prejšnje položaje, sam pa se je obdal z Ujguri, Najmani in uradniki iz Srednje Azije. Posebno naklonjen je bil poveljnikom iz vrst kitajskih Hanov, ki so pripomogli k očetovim zmagam v severni Kitajski. Medtem ko je njegova vojska nadaljevala vojaške operacije v Koreji, Kitajski in Iraku, je ukazal popis prebivalstva po celem cesarstvu.
Leta 1248 se je odpravil iz Karakoruma proti zahodu. Nekateri viri trdijo, da zaradi zdravja, drugi viri pa, da se je hotel pridružiti Eldžigideju in popolnoma pokoriti Srednji Vzhod ali pa z nepričakovanim  napadom presenetiti svojega bratranca in rivala Batu kana v Rusiji. Sumničava Tolujeva vdova Sorgagtani Beki je skrivoma obvestila svojega nečaka Batuja, da se mu približuje Gujuk z veliko vojsko. Batu je zato osebno odšel proti vzhodu, da bi se poklonil Gujuku, v mislih pa je imel povsem drugačen načrt. Gujuk, bolan in utrujen od naporne poti, je še pred srečanjem z Batujem v Qum-Senggirju v vzhodnem Turkestanu umrl. Plano Carpini o tem piše, da so ga morda zastrupili. Njegova smrt je prekinila popis prebivalstva, tako da so se v celoti opravili samo lokalni popisi v Rusiji in Turčiji.
Po Gujukovi smrti je hotela oblast v državi prevzeti njegova vdova Ogul Gajmiš, vendar je podcenila spretnost svoje tašče in njenih mladih sinov Kodža in Nakuja, ki so spodjedali njeno avtoriteto. Batu kan ji je odobril položaj regentke in svetoval nepokornim princem, naj bodo poslušni. Ogul Gajmiš je bila kjub temu še vedno tako domišljava, da je od odposlancev francoskega kralja Ludvika IX., s katerim je nameravala skleniti zvezo proti Saracenom, zahtevala pokornost in plačevanje davkov.
Batu kan je zato leta 1250 sklical kurultaj kar na svojem ozemlju. Ker je bil kuraltaj sklican izven ožjega mongolskega ozemlja, so člani Ögedejeve in Čagatejeva družine udeležbo odklonili. Na kurultaju so prestol ponudili Batu kanu, njega pa položaj velikega kana ni zanimal in je ponudbo odklonil. Namesto njega so izvolili Mongkeja, ki je vodil vojaške pohode v Rusiji, severnem Kavkazu in na Ogrskem. Tolujevi pristaši so njegovo izvolitev podprli, zaradi omejene udeležbe in sporne lokacije pa je bila veljavnost kurultaja vprašljiva. Batu je zato poslal Mongkeja pod zaščito svojih bratov Berkeja in Tuktemurja ter sina Sartaka na zbor uradnega kurultaja v Kodoje Aral v središču cesarstva. Mongkejevi pristaši so na kurultaj povabili Ogul Gajmiša in druge kneze iz Ögedejeve in Čagatajeve družine, ti pa so udeležbo ponovno zavrnili, češ da bi moral biti kan eden od Ögedejevih potomcev. Batu jih je v odgovor obtožil za uboj svojega strica Altalauna in s tem izzval Ögedejevega kandidata Širemuna.

#### Mongkejeve reforme in nova osvajanja
Sorgagatani in Berke sta 1. julija 1251 organizirala še en kurultaj, na katerem je zbrana množica za velikega kana Mongolskega cesarstva izvolila Mongkeja. Nekaj knezov iz Ögedejeve in Čagatajeve družine, med katerimi sta bila Mongkejev bratranec Kadan in odstavljeni kan Kara Hulegu, je odločitev sprejelo. Medtem se je Ögedejev vnuk Širemun, ki je bil tudi zakoniti naslednik prestola, vendar ga je Toregene ignorirala, skoval načrt za oborožen napad na novoizvoljenega kana. Mongkejev sokolar Kankali Turk je odkril priprave za napad in obvestil Mongke kana. Začela se je preiskava, ki jo je vodil očetov zvesti uradnik Mengesar. Preiskava je odkrila krivce, katere so skladno s predpisi v Jasi najprej hoteli pomilostiti, toda Mongkejevi oficirji so temu oporekali in začelo se je kaznovanje zarotnikov. Po celem Mongolskem cesarstvu, od Mongolije in Kitajske na vzhodu do Afganistana in Iraka na zahodu, so se začeli sodni procesi, na katerih je bilo na smrt obsojenih od 77 do 300 oseb. Med usmrčenimi so bili aristokrati, uradniki in vojaški poveljniki, med njimi tudi vladar Ujgurov Ogul Gajmiš, Eldžigidej, Jesu Mongke, Buri in Širemun. Večini knezov Džingiskanovega porekla, ki so sodelovali v zaroti, so dovolili nekakšno izgnanstvo. Mongke jim je odvzel vse posesti in si razdelil zahodni del cesarstva s svojim zaveznikom Batu kanom. Po tej krvavi čistki je razglasil splošno amnestijo za zapornike in ujetnike.
Položaj velikega kana je od takrat dalje za vedno ostal v Tolujevi dinastiji.
Mongke je bil premišljen vladar, ki je spoštoval zakone svojih prednikov in se izogibal alkohola. Glavno mesto Karakorum je obogatil z zgradbami v kitajskem, evropskem in perzijskem slogu. Posebnost mesta je bil velik srebrn vodomet v obliki drevesa z mogočnim angelom na vrhu, ki ga je zasnoval pariški zlatar Guillaume Boucher. V mestu je bila na novo zgrajena trgovska četrt, budistični samostani, mošeje in krščanske cerkve.
Mongke je imel močan kitajski vojaški kontingent, vendar se je zanašal tudi na svoje muslimanske in mongolske uradnike. Njegov dvor je omejil državne izdatke in prepovedal plemstvu in vojakom zlorabljanje civilnega prebivalstva in izdajanje odredb brez njegove odobritve. Neurejeno zbiranje prispevkov je spremenil v sistem fiksnih davkov, ki so jih zbirali cesarski uslužbenci, manj premožnim prebivalcem pa je olajšal položaj z znižanjem davkov. Po teh reformah so postale državne finance mnogo bolj pregledne. Poleg reforme davčnega sistema je okrepil vojaške posadke na poštnih postajah in centraliziral kontrolo monetarnega sistema. Svoj položaj je dodatno utrdil z imenovanjem bratov Huleguja in Kublajkana za vladarja Perzije oziroma mongolskega dela Kitajske. Ukazal je popis prebivalstva, ki se je začel leta 1252 in se končal leta 1258 v najbolj zahodnem mestu cesarstva Novgorodu.
V delu današnje Kitajske je takrat vladala dinastija Song, ki je bila nekoč mongolska zaveznica, po propadu dinastije Jin pa je zavezništvo razdrla in ponovno osvojila bivše cesarske prestolnice Kaifeng, Luojang in Čangan. Mongke je hotel ponovno osvojiti izgubljena ozemlja, zato začel obkoljevati njihovo ozemlje. V Yunnan je poslal vojsko pod poveljstvom Kublajkana, v Korejo pa vojsko pod poveljstvom svojega strica Ljekuja. Ljeku in njegov namestnik Amigan sta od korejskega dvora zahtevala mirno vdajo, ki jo je kralj Gondžong leta 1252 zavrnil. Leta 1254–1258 je zato Korejo napadla in opustošila mongolska vojska pod poveljstvom Džalajirtaja in Jesudarja, katerima so se pridružili izdajalski korejski uradniki. Korejski kralj je po državnem udaru, s katerim je z oblasti odstranil militantno frakcijo Čoi, pristal, da pošlje Mongkeju za talca enega od svojih princev.
Ko je Kublajkan leta 1253 pokoril kraljestvo Dali v današnjem Yunnanu, je general Koridaj utrdil oblast v Tibetu in pokoril vodilne samostane, Subotajev sin Urjankadaj pa je zlomil odpor ljudstev v sosednjem Yunnanu in leta 1258 porazil dinastijo Tran v severnem Vietnamu.
Po osvajanjih Evrope v letih 1236–1241 Mongoli na zahodu niso izvajali večjih vojaških operacij. Po stabilizaciji državnih financ so mongolski voditelji na kurultajih leta 1253 in 1258 odobrili nove vojaške pohode proti Srednjemu Vzhodu in južni Kitajski. Mongke je vse vojaške in civilne zadeve v Perziji prepustil Hulegu in ukazal Čagatajem in Džočidom, da se pridružijo Hulegujevi armadi. Povod za pohod v Perzijo je bila verjetno ovadba muslimanov iz Qazvida, da namerava heretična šiitska sekta nizarskih izmaelitov poslati k Mongkeju svoje morilce in ga ubiti. Najmanski poveljnik Kitbuga je zato že leta 1253 napadel več izmaelitskih oporišč, načrten Hulegujev napad pa se je začel leta 1256. Izmaelitski imam oziroma veliki mojster Rukn ud-Din se je leta 1257 vdal in bil zatem usmrčen. Hulegujeva vojska je zatem uničila vse njihove trdnjave. Ostal je samo Girduh, ki je vzdržal do leta 1271.
Po pokoritvi izmaelitov je prišel na vrsto Irak. Kalif al-Mustasim se namreč ni hotel pokoriti, zato so Mongoli leta 1258 oblegali in zavzeli Bagdad. Po uničenju Abasidskega kalifata se je Huleguju odprla pot v Sirijo. Vojaški pohod proti Ajubidom v Siriji, na katerem so mimogrede pometli z vsemi majhnimi lokalnimi državicami, je dobil ime azijska ali rumena križarska vojna, ker so se napadu pridružili Armenci iz Kilikije, Seldžuki iz Ruma in križarji z Antiohije in Tripolija. Nekatera mesta so se vdala brez upiranja, druga pa so se upirala. Prebivalce slednjih so Mongoli po osvojitvi pobili. V Siriji so ostali svobodni samo Jeruzalem in križarske države. Ko so Batujevi nasledniki in njegov mlajši brat Berke videli, da je Hulegujev vojni pohod na Srednji Vzhod uspel, so poslali kazenske ekspedicije v Ukrajino, Belorusijo, Litvo in Poljsko.
Mongke je hotel medtem zaključiti osvajanje Kitajske, ker je bil prepričan, da je zmaga nad Kitajci prvenstvena naloga njegovega cesarstva. Mongkeja so sorodniki prepričali, da ni osebno poveljeval mongolski vojski. Vojaške operacije na Kitajskem so bila na splošno uspešne, vendar so se zaradi izjemno vročega vremena in epidemij bolezni nenačrtovano zavlekle.
11. avgusta 1259 je Mongke nepričakovano umrl. Vzrok njegove smrti je še vedno sporen. Z njegovo smrtjo se je odprlo novo poglavje mongolske zgodovine v katerem je bila večina mongolskih armad prisiljena k umiku.

### Razpad cesarstva

#### Državljanska vojna
Po padcu Alepa leta 1260 je Hulegu dobil novice o bratovi smrti. Umaknil se je v Mugan in za seboj pustil Kitbuka z majhnim kontingentom vojakov. Mongoli so kmalu po njegovem odhodu izgubili Sirijo, ker je egiptovski mameluški sultan Saif ad-Din Qutuz  še istega leta v bitki pri Ain Jalutu zmlel mongolsko vojsko in Kitbuka obglavil.
Kublajkan, ki je za smrt velikega kana izvedel ob reki Huai, je nadaljeval svoje prodiranje proti Vučangu ob reki Jangce. Njihov mlajši brat Arikbek je izkoristil svoj položaj v Mongoliji za priprave na zmago na naslednjih volitvah za velikega kana. Na kurultaju v Karakorumu so ga predstavniki vseh družinskih vej izvolili za kagana. Ko je Kublajkan izvedel za rezultate volitev, je prekinil obleganje Vučanga in pustil svoje oblegovalce v Ezhouju in Yuezhhouju. Po nasvetu svojega kitajskega štaba je sklical svoj kurultaj v Kaipingu, na katerem so prav vsi visoki knezi in visoki nojani iz severne Kitajske in Mandžurije podprli njegovo kandidaturo. Kublajeva vojska je nato z lahkoto odstranila Arikbekove pristaše v Hebeju, Šangdongu, Šanhsiju in južni Mongoliji. Kublaj je prevzel nadzor nad civilno upravo in porazil še Mongkejevo vojsko, ki je podpirala rivalskega velikega kana Arikbeka. Ko je Kublaj poslal čagatajskega kneza Abiška, da prevzame oblast v Čagatajskem kanatu, ga je Arikbek aretiral in namesto njega kronal svojega kandidata Alguja. Algu je prevzel oblast nad Karauni in aretiral njihovega komandanta Salija, ki je bil lojalen Huleguju in Kublaju. Po porazu v prvem vojaškem spopadu je Arikbek iz maščevanja usmrtil Abiška. Kublajeva nova uprava je razglasila takojšnjo splošno mobilizacijo vojaške opreme in moštva, medtem pa sta Kublaj in njegov bratranec Kadan blokirala Arikbeka v Mongoliji in presekala poti do virov hrane. Nastala je lakota, ki je postala še hujša, ko je Algu izdal Arikbeka in začel podpirati Kublaja. Kublajkan je nato zasedel Karakorum, vendar ga je leta 1261 Arikbek za nekaj časa ponovno osvojil.
Bolj resni so bili spopadi med Kublajevim mlajšim bratom Hulegujem in bratrancem Berkejem, vladarjem Zlate horde, ki so se začeli leta 1262. Sumljive smrti džočidskih knezov v Hulegujevi službi, nepravična delitev vojnega plena in Hulegujevi pokoli muslimanov so povzročili Berkejev bes in njegovo odločitev, da bo podprl upore v Gruzijskem kraljestvu, ki je bilo v letih 1259–1260 pod Hulegujevo oblastjo. Ker je upor spodletel, je kralj David Ulu izgubil oblast v Gruziji in Armeniji, David Narin v Imeretiju pa je postal ilkanatski vazal. Naraščajoča napetost med Berkejem in Hulegujem je povzročila, da so vojaške enote iz Zlate horde, ki so bile v sestavu Hulegujeve armade, dezertirale. Del vojske je pobegnil v kipčaške stepe, drugi del se je umaknil v Horasan, tretji del pa je dobil zatočišče pri Mamelukih v Siriji, kjer jih je baibarski sultan lepo sprejel. Vojaške oddelke, ki so ostali v Iranu, je Hulegu ostro kaznoval.
Nastala je situacija, v kateri je Ilkanat začel podpirati Kublaja, Berke pa je trdno podpiral Arikbeka. Arikbek je zato napadel Ilkanat, Berke pa je poslal svojo armado na kazenski pohod v Zlato hordo. Obe vojski sta bili katastrofalno poraženi.
Čagatajski kan Algu je obtožil Berkeja za čistko med njegovimi sorodniki leta 1252, zato je vztrajal, da Hulegu napade Berkejevo kraljestvo. Ko so muslimanska elita in džočidski vazali v Buhari razglasili svojo lojalnost Berkeju, je Algu potolkel džočidske pristaše v Horezmu. Skupaj s Hulegujem sta pobila tudi vse pristaše Zlate horde v Buhari in prodala njihove družine v suženjstvo. Žive sta pustila samo Kublajkanove in Sorgagatanijeve ljudi.
Arikbekova moč je zaradi zimskih katastrofalnih porazov in dezertiranja zaveznikov močno oslabela, zato se je odpravil v Šangdu, kjer se je 21. avgusta 1264 vdal in priznal bratovo premoč. Po Arikbekovem porazu so vladarji Zlate horde, Čagatajskega kanata in Ilkanata priznali Kublajkanovo zmago in njegovo nadoblast. Kublajkana so pozvali, naj skliče kurultaj, Algu kan pa je zaradi svojega nezakonitega položaja v zameno za svojo lojalnost od Kublajkana zahteval osebno varnost. Hulegu in Berke sta kljub napetostim takoj sprejela Kublajkanov poziv, vendar sta kmalu zatem poskušala sklicati nov kurultaj. Zaradi premajhnega števila glasovalcev na  kurultaju je bil Kublajkan samo delno priznan kot veliki kan. Bratu Arikbeku je odpustil stara sovraštva in se začel pripravljati na vojno proti dinastiji Song.
Cesarstvo je zatem začelo politično razpadati. Kanati so začeli vsiljevati vsak svoje zahteve in izbirati svoje vladarje, ki so jih samo še formalno priznavali drugi vladarji.

#### Mongolsko cesarstvo pod Kublajkanom
Ko je Bizantinsko cesarstvo, ki je bilo zaveznik Ilkanata, aretiralo egiptovske odposlance, je Berke preko svoje vazalne države Bolgarije nadnje poslal vojsko in zahteval njihovo izpustitev. Zahteval je tudi izpustitev seldžuškega sultana Keykavusa II., ki je poskušal v Anatoliji izzvati ljudske nemire, pa mu to ni uspelo.
Da bi stabiliziral politično krizo v zahodnih kanatih, je Kublaj okrepil Hulegujevo vojsko s 30.000 mladimi Mongoli. Hulegu je 8. februarja 1264 umrl. Berke se je takoj po njegovi smrti odpravil na pohod proti Tbilisiju in na poti umrl. Nekaj mesecev po njuni smrti je umrl tudi Algu Kan iz Čagatajskega kanata. Kublaju je kljub nenadnemu upadu politične moči uspelo obdržati oblast v zahodnih kanatih. Za novega kana Ilkanata je imenoval Abago, za kana Zlate horde pa  Batujevega vnuka Mongke Timurja. V Čagatajski kanat je poslal svojega varovanca Baraka z nalogo, da strmoglavi vlado cesarice Orghane, ki je po Algujevi smrti leta 1265 brez Kublajevega soglasja ustoličila svojega mladega sina Mubarak Šaha.
Kublajidi so na vzhodu obdržali oblast nad podrejenimi kanati vse do konca svojega vladanja.
Na Kublajev dvor je prišel propadli ogedejski knez Kajdu. Kublaj je nahujskal Baraka, da ga napade, in Barak je začel širiti svoje kraljestvo proti severu. Po prevzemu oblasti leta 1266 se je začel  vojskovati s Kajdujem in Džočidi in iz Tarimskega bazena izgnal Kublajeve nadzornike. Ko sta ga Kajdu in Mongke Timur s skupnimi močmi premagala, je Barak sklenil zavezništvo z Ogedejevo dinastijo in Zlato hordo proti Kublaju na vzhodu in Abagu na zahodu. Zvijačni Mongke Timur se ni spuščal v nobene neposredne vojaške pohode proti cesarstvu velikega kana. Baraka je leta 1269 porazila vojska mongolske Perzije, naslednje leto pa je umrl. Oblast v Čagatajskem kanatu je prevzel Kajdu.
Medtem je Kublaj sprožil nov mongolski vojni pohod proti vladarjema Zlate horde in Ilkanata in ju leta 1270 kljub interesom Zlate horde v osrednji Aziji in na Kavazu  prisilil k premirju.
Po padcu Xiangyanga leta 1273 so Mongoli sklenili dokončno osvojiti kraljestvo Song v južni Kitajski. Kublaj je zato ukazal Mongke Timurju, da ponovi popis prebivalstva v Zlati hordi in preskrbi vire in vojsko za osvojitev Kitajske. Leta 1274–1475 se je v Zlati hordi začelo štetje prebivalstva, v katero sta bila vključena tudi Smolensk in Vitebsk.
Na Balkan so poslali Nogaja z nalogo, da tam utrdi mongolski vpliv.
Kublaj Kan je leta 1271 svojo državo preimenoval v Dai Yuan, sebe pa poskušal prikazati kot cesarja Kitajske in na ta način pridobiti oblast nad milijoni kitajskih prebivalcev. Svoj glavni stan je prestavil v Kanbalik oziroma Dadu v današnjem Pekingu, zato je v starem glavnem mestu Karakorumu prišlo do vstaje, ki jo je komaj umiril. Tradicionalisti in njegovi kritiki so obsodili Kublajeve ukrepe in ga obtožili, da se preveč povezuje s kitajsko kulturo. V sporočilu so mu napisali: "Naši stari običaji niso enaki kitajskim zakonom...  Kaj se bo zgodilo z njimi?" Elito drugih mongolskih kanatov je pritegnil Kajdu, ki se je razglasil za zakonitega naslednika mongolskega prestola, ker je Kublaj skrenil z Džingiskanove poti. Odmik od Kublajevega cesarstva je okrepil moč Ogedejidov. Ker je bil Kublaj prepričan, da so njegove zahteve do Mongolije in svetega mesta Burkan Kaldun, kjer je bil pokopan Džingiskan, upravičene, so Kublajidi Mongolijo trdno držali v svojih rokah.
Kitajska cesarska dinastija Song se je leta 1276 vdala Yuanu in Mongoli so postali prvi nekitajski vladarji celotne Kitajske. Tri leta kasneje so v bitki pri Yamenu porazili še zadnje Songove zveste podložnike. Kublaj je nato začel utrjevati svoje mogočno cesarstvo. Ustanovil je akademijo, urade, trgovska pristanišča in vodne kanale in podpiral umetnost in znanost. Med njegovim vladanjem je bilo v cesarstvu ustanovljenih 20.166 javnih šol. Bil je pravi ali vsaj nominalni vladar večine Evrazije, njegove zapravljive invazije v Burmo, Anam, Sahalin in kraljestvo Champa v današnjem južnem Vietnamu pa so mu prinesle samo vazalni status teh držav. Mongolske invazije na Japonsko leta 1274 in 1280 in v Indonezijo leta 1293 so spodletele.
Kublajev nečak Ilkan Abaga je v tistem obdobju poskušal skleniti frankovsko-mongolsko zvezo med Mongoli in Zahodno Evropo, da bi s skupnimi močni porazili Mameluke v Siriji in severni Afriki. Abaga in Kublaj sta se osredotočila predvsem na zavezništva s tujci in odpiranje trgovskih poti. Kublaj se je na svojem velikem dvoru vsak dan srečeval z mnogimi ambasadorji in tujimi trgovci in celo ponudil svojo spreobrnitev v krščanstvo, če bi mu sto duhovnikov dokazalo, da je njihova vera prava.
Leta 1277 se je skupina džingisidskih knezov pod vodstvom Mongkejevega sina Širegija uprla in ugrabila Kublajeva sinova Nomukana in Kokčuja in njegovega generala Antonga. Uporniki so ujetnike izročili Kajduju in Mongke Temurju, ki sta bila zaveznika že od leta 1269, čeprav je Kajdu obljubil Kublaju svojo vojaško pomoč in podporo proti Ogedejidom. Kublaj Kanova vojska je upor zatrla in okrepila yuanske garnizone v Mongoliji in Ujguristanu.
Kublaj Kan je kot naslednik prejšnjih velikih kanov vsaj nominalno prevzel vse zunanje zadeve cesarstva. Ko je prestol v Ilkanatu leta 1282 zasedel muslimanski sultan Ahmed Tekuder in poskusil skleniti mir z Mameluki, so se stari Abagovi nemuslimanski Mongoli pod vodstvom kneza Arguna pritožili velikemu kanu. Po Ahmedovi usmrtitvi je Kublaj na prestol posadil Arguna in nagradil njegovega vrhovnega komandanta z naslovom čingsanga. Kublaj je kljub pomanjkljivi neposredni oblasti nad zahodnimi kanati in mongolskimi knezi očitno imel dovolj vpliva, da je posredoval v njihovih sporih. To potrjuje tudi pismo Abagovega sina Arguna papežu Nikolaju IV. v katerem piše, da mu je Kublaj Kan ukazal, naj osvoji Egipt.
Kublajeva nečakinja Kelmiš, ki je bila poročena z generalom Zlate horde Kungiratom, je bila dovolj močna, da je vrnila Kublajeva sinova Nomukana in Kokčuja. Vlada Zlate horde ju je poslala domov leta 1282 kot uvod v pomiritev z dinastijo Yuan in odpustitev Kublajevega generala Kajduja. Nogaj in kan Bele horde Konči sta vzpostavila prijateljske stike z Yuanom in Ilkanatom. Ekonomski in trgovski sistem je kljub političnim nesoglasjem med posameznimi vejami družine neovirano deloval že pred sklenitvijo tega prijateljstva. Mongolsko cesarstvo je torej preraslo v nekakšno Združeno kraljestvo mongolskih kanatov oziroma panmongolizem mongolskega sveta, ki ga nekateri imenujejo kar Novo Mongolsko cesarstvo.

### Novo Mongolsko cesarstvo

#### Mirovna pogodba in politični spori
Leta 1295 je prišel na mongolski prestol tatarski kan Mahmud Gazan in islamiziral mongolski del Perzije. V nasprotju s prejšnjimi kani je v Iranu prenehal kovati denar z imenom velikega kana, njegovi kovanci v Gruziji pa so še vedno imeli tradicionalni mongolski napis "Skoval Gazan v imenu velikega kana". Gazan je bil dovolj politično zrel, da je priznal suverenost velikega kana, saj je imela Zlata horda že dolgo časa apetite po Gruziji. Gazan je pozval tudi druge kane, naj priznajo Timurjevo nadoblast, in čeprav je imel svoj pečat, ki je potrjeval njegovo avtoriteto kraljevske visokosti, se je naslavljal samo kot knez velikega kana.
Gazan je nadaljeval vojno z Mameluki in jih porazil v bitki v vadiju al-Khazandar, vendar je Sirijo zasedel samo začasno do leta 1299.
Čagatajski kanat in njegov de facto vladar Kajdu je stalno napadal Veliki Horasan in s tem oviral Gazanov načrt za osvojitev Sirije. Kajdu je kljub vojnam z Ilkanatom in Yuanom poskušal ponovno vzpostaviti svoj vpliv v Zlati hordi, tako da je podpiral svojega kandidata Kobelega proti kanu Bele horde  Bajanu. Ko je Bajan izgubil vojaško podporo mongolskega dvora v Rusiji, je zaprosil za pomoč Timurja in Ilkanat in poskušal organizirati združen napad na Kajdujeve mongolske kanate in čagatajskega kana Duva. Timur mu ni mogel na hitro poslati vojaške pomoči, zato pa je leto kasneje okrepil svoje vojaške napade na Kajduja. Gazan je bil s Timurjevo politiko obširnih vojaških pohodov v osrednjo Azijo zadovoljen. Po krvavi bitki s Timurjevo vojsko ob reki Zavkan leta 1301 je Kajdu umrl. Njegova smrt je pomenila kratek predah med spori mongolskih kanov.
Timurju je kljub spopadom s Kajdujem in Duvo uspelo po več vojaških operacijah proti  Babai-Xifu na Tajskem v letih 1297–1303 prisiliti bojevite brate Shan k plačevanju davkov. Ti vojaški posegi so bili zadnji v mongolski ekspanzijo proti jugu in Mongoli so začeli razmišljati o svoji enotnosti. Duva, ki je bil izčrpan od dragih vojn, je pozval k splošnemu premirju: "Mongoli morajo prenehati prelivati lastno kri, zato je bolje, da se podredimo kaganu Timurju." Leta 1304 so vsi kani sklenili mirovno pogodbo in sprejeli Timurjevo nadoblast. Gazanov naslednik Oldžejtu in vladar Zlate horde Toktan sta informacijo o mongolski enotnosti predstavila v Franciji in Rusiji, Timur pa je potrdil Oldžejtuja za novega kana Ilkanata.
Premirje so kmalu zatem prekinili spopadi med Duvo in Kajdujevim sinom Čaparjem, v katerih je Duva je s Timurjevo pomočjo premagal Ögedejide, Tokta, ki je močno podpiral splošno premirje, pa je z 20.000 vojaki okrepil yuansko mejo. V času splošnega miru se je razcvetela mednarodna trgovina in kulturna izmenjava med Azijo un Evropo. Vzorci na kitajskih vladarskih oblačilih, na primer, so vplivali na armenske okraske, na Kitajskem in v Iranu so se začela saditi razna nova drevesa in druge rastline, mongolske tehnološke inovacije pa so se začele širiti proti zahodu. Mongolsko cesarstvo se je po sklenitvi miru širilo predvsem na jug proti Indiji.
Po Toktovi smrti leta 1312 si je prestol Zlate horde prilastil Uzbek kan in začel preganjati vse nemuslimanske Mongole. Zlata horda je začela zavračati vplive Yuana in obmejna nesoglasja med mongolskimi državami so se spet začela.
V Čagatajskem kanatu je po zadušitvi upora Ögedejevih naslednikov in pregonu Čaparja v Yuan prestol zasedel Esen Buka. Yuanska in ilkanatska vojska sta kmalu zatem kljub spravljivi politiki Duvovega sina Esen Buke napadli Čagatajski kanat in Esen Buka je za pomoč zaprosil Uzbek kana, ki je bil zvest egiptovski zaveznik. Predlagal mu je zvezo proti yuanskemu cesarju Bujantu kanu, ki jo je Uzbek zavrnil. Esen Bukov naslednik Kebek je po izgubljenih bratovih vojnah z Bujantu kanom in Ilkanom Oldžejtujem popustil in leta 1307 priznal nominalno oblast Yuana v Ujguristanu.
Uzbek kan je spoznal ekonomske ugodnosti  yuanske nadoblasti, zato je leta 1326 ponovno vzpostavil prijateljske odnose z yuanskimi kagani in organiziral svojo osebno gardo po yuanskem zgledu. Leta 1327 je Uzbek strl velik upor v Tverju in v znak spoštovanja poslal vse ruske ujetnike na mongolski dvor na Kitajskem. Obnovil je tudi mongolske ambicije na Balkanu in uspešno širil islam. Svoje glavno mesto Saraj Batu  je vključil v svet muslimanske kulture, gradil mošeje, kopališča in druge javne zgradbe.  Kaganom je plačeval davke, toda niti on niti njegovi nasledniki nikoli niso opustili svojih zahtev na Kavkazu in Bližnjem vzhodu in so leta 1318, 1324, 1335 in 1356 grozili Ilkanatu in Čobanidom.
V drugem desetletju 14. stoletja so se mongolski vojaški pohodi umirili. Leta 1323 je ilkanatski kan Abu Said podpisal mirovno pogodbo z Egiptom. Yuanski dvor je na njegovo prošnjo njegovega stražarja Čupana nagradil z naslovom vrhovnega poveljnika vseh mongolskih kanatov, vendar mu leta 1327 niti  Čupanov sloves ni mogel rešiti glave.
V cesarstvu Yuan je leta 1327–1328 izbruhnila državljanska vojna, katero sta hotela čagatajski kan Eldžigedej in sin yuanskega kagana Kajisana Kusala izkoristiti sebi v prid. Eldžigedej je poslal Kusalo v spremstvu svoje vojske v Mongolijo, kjer je bil 30. avgusta 1329 s podporo večine mongolskih poglavarjev in plemstva izvoljen za kagana. V strahu pred čagatajskim vplivom na Yuan, ga je Tok Timurjev kipčaški poveljnik zastrupil. Tok Timur, ki je dobro obvladoval kitajski jezik in zgodovino in je bil poleg tega tudi pesnik, kaligaf in slikar, je želel, da bi ga tudi drugi mongolski kanati sprejeli za suverena mongolskega sveta, zato je Čagatajskemu kanatu, ilkanu Abu Saidu in Uzbeku kot odposlance poslal džingisidske kneze in potomce slavnih mongolskih generalov. Vsi omenjeni vladarji so pristali, da mu bodo vsako leto plačevali davek., kar je močno okrepilo vpliv Kipčakov in Alanov na yuanskem dvoru.

#### Padec
Po smrti ilkana Abu Saida leta 1335 je v Perziji nastala politična anarhija. Leto kasneje je guvernet Oirat ubil še njegovega naslednika in Ilkanat so si razdelili Suldusi, Džalairji, Kasarid Toga Timur in perzijska vojaška elita. Ko je ujgurski poveljnik Eretna leta 1336 v Anatoliji ustanovil svojo neodvisno državo, so Gruzinci izgnali iz države vse Mongole, Mameluki pa so začeli vedno bolj pritiskati na lojalno mongolsko vazalno državo Kilikijo. V Yuanu in Čagatajskem kanatu so se istočasno začeli upori proti mongolskim vladarjem, ki so  močno ogrozili njihovo oblast. V gosto naseljenih mongolskih državah so v letih 1313 do 1331 razsajale epidemije kuge, ki so usmrtile milijone prebivalcev in prekinile trgovske poti. Kuga je do konca 14. stoletja v Afriki, Aziji in Evropi vzela od 70-100 milijonov življenj.
Z upadanjem mongolske moči se je kaos vedno bolj širil. Zlata horda je v letih 1342–1369 na račun Poljske in Litve izgubila vse svoje zahodne posesti, vključno z Belorusijo in Ukrajino.  Muslimanski in nemuslimanski knezi v Čagatajskem kanatu so bili od leta 1331 do 1341 v medsebojni vojni, vendar je kanat razpadel šele potem, ko je vojaška elita v Transoksaniji in  Mogulistanu postavila svoje marionetne kane. Kan Zlate horde Džanibek je nato hitro ponovno vzpostavl oblast Džočidov nad Čagatajci in ponovno vzpostavil red.
Po umoru njegovega naslednika Berdibek kana leta 1359 so se rivalske družine spet začele boriti za prestol v Zlati hordi. Nominalni kagan Togan Timur nastalega položaja ni bil sposoben urediti, ker je bilo cesarstvo že skoraj pred propadom. Njegov dvor je izdajal denar brez pokritja in prebivalci Hana so se zaradi nastale hiperinflacije in ostrih omejitev uprli. Korejski kralj Gonmin je izgnal mongolski garnizon in pobil družino Togan Timurjeve cesarice, Tai Situ Changchub Gyaltsen  pa je omejil mongolski vpliv v Tibetu. Mongoli so zaradi vedno večje izolacije od svojih podložnikov v uporih Mingov leta 1368 izgubili večino Kitajske in pobegnili v svojo domovino Mongolijo. Po strmoglavljenju dinastije Yuan je Zlata horda izgubila stik z Mongolijo in Kitajsko, večino Čagatajskega kanata pa je osvojil Timur Lenk. Zlata horda je postopoma razpadla na manjše turške horde, med katerimi je bila tudi Velika horda, ki je preživela do leta 1502, ko je Krimski kanat osvojil prestolnico Saraj. Cesarska dinastija Bordžiginov je v Mongoliji vladala do leta 1635, ko jih je porazila dinastija Čing. Kalka, v kateri so vladali Džingisidi, in njeni bivši podložniki Oiratski Mongoli so leta 1691 oziroma 1755 postali podložniki polnomadskih Mandžurcev. Krimski kanat je leta 1783 priključilo Rusko cesarstvo.

## Organizacija

### Vojska
Organizacija mongolske vojske je bila enostavna, vendar zelo učinkovita. Temeljila je na stari stepski tradiciji, ki je poznala decimalni sistem že v času, ko so v Perziji vladali Ahemenidi. Osnovna vojaška enota je bila desetina, imenovana arbat. Deset arbatov je tvorilo četo – zuut, deset zuutov regiment ali mjangan, ki je štel tisoč vojakov, deset mjanganov z deset tisoč vojaki pa tuman. Tuman je enakovreden sodobni diviziji. Vojaški obvezniki so bili vsi zdravi moški od 15. do 60. leta. Služenje v vojski je bilo po plemenski tradiciji častno opravilo.
Vsi vojaški pohodi so bili skrbno načrtovani in podprti s ključnimi informacijami o sovražnikovem ozemlju in vojski. Takšna organizacija in mobilnost sta omogočala mongolski vojski, da se je bojevala na več frontah hkrati. 
Mongolska vojska je skrbno načrtovala tudi sestavo svojih vojaških enot. Posebno slavni so bili lahki konjeniki, oboroženi z loki, konjeniki, oboroženi s sulicami in inženirske enote. V vojski je veljala stroga hierarhija, organizacija in oprema pa sta bili prilagojeni predvsem mobilnosti in hitrosti. Mongolski vojaki so imeli zato v primerjavi z drugimi vojskami mnogo lažjo oborožitev in lažje oklepe. Oskrbovali so se iz lokalnih virov, kar je še bolj povečalo njihovo gibljivost. Zvezo med posameznimi enotami in njihovimi poveljniki so vzdrževali izkušeni kurirji.
Za razliko od drugih mobilnih vojščakov tistega časa, na primer Hsiongnujev in Hunov, so Mongoli zelo dobro obvladovali tehnike obleganja. V svojo vojsko so skrbno rekrutirali vojaške poznavalce in talente iz osvojenih držav. Imeli so posebne enote izkušenih kitajskih inženirjev in bombardirjev, ki so bili strokovnjaki za izdelavo trebušetov, katapultov in drugih oblegovalnih strojev, pa tudi raket, ki so med sovražnimi enotami povzročile veliko zmedo. Vse strokovnjake in tehniko so uspešno uporabili v vojaških pohodih v Evropo, stroje pa so izdelovali sproti iz lokalnih virov.
Poleg oblegovalne tehnike so obvladovali tudi prečenje vodnih tokov. Reko Sajó, na primer, je  v spomladanskih poplavnih razmerah aprila 1241 v eni sami noči prečilo 30.000 konjenikov in v bitki pri Mohiju porazilo ogrskega kralja Bélo IV. V bitki z Mohamedom II. Horezmskim so s floto splavov preprečili umik sovražnika preko reke.
Strogega vojaškega reda so se učili na tradicionalnih lovih nerge, ki so se razlikovali od lovov v drugih kulturah. Na lovu je sodelovalo veliko število vojakov, razdeljenih na majhne enote. Te enote so se razpršile, obkolile veliko področje in segnale divjad na dogovorjeno mesto, kjer so jo polovili. Takšen način lova je zahteval zelo usklajeno delovanje velikega števila majhnih enot.
Velika prednost mongolske vojske je bila tudi njena sposobnost, da je prehodila velike razdalje v izrednem mrazu. Zamrznjene reke so bile zato zanje nekakšne avtoceste, po katerih so zlahka prišli do mest ob njihovih bregovih.

### Pravo in državna ureditev
V Mongolskem cesarstvu je  veljal pravni red, ki ga je predpisal Džingiskan v zakoniku Jasa, kar pomeni "red" ali "odlok". Poseben kanon tega zakonika je predpisoval, da so zakoni za plemstvo praviloma enako strogi kot za preprosto prebivalstvo. Predpisane kazni so bile zelo stroge. Smrtna kazen je bila zagrožena, na primer, konjeniku, ki ni pobral nečesa, kar je padlo s konja pred njim. Stroga disciplina je povzročila, da je bilo Mongolsko cesarstvo izjemno varno in pretočno, kar je osupnilo vse evropske popotnike.
Zakonik Jasa je predpisoval izbiranje poglavarjev in generalov po njihovih zaslugah, zagotavljal versko svobodo in strogo prepovedoval tatvino in uničevanje zasebne lastnine. Legenda pravi, da je ženska s polno vrečo zlata lahko varno potovala od enega konca cesarstva do drugega.
Cesarstvu je vladal nedemokratičen, parlamentu podoben zbor, imenovan kurultaj, v katerem so se mongolski poglavarji srečevali z velikim kanom in se dogovarjali o notranji in zunanji politiki in načrtovali vojne pohode.
Džingiskan je bil precej liberalen in toleranten do drugače verujočih in ni nikoli obsojal na smrt na verski osnovi. Takšna drža se je izkazala kot dobra vojaška strategija. V vojni s horezmskim sultanom Mohamedom, na primer, se drugi islamski vladarji niso pridružili sultanu, ker to zanje ni bila sveta vojna, pač pa vojna med dvema posameznikoma.
Cesarstvo je bilo prepleteno s trgovskimi potmi in obširnim poštnim sistemom (jam). Sistem so s pridom izkoriščali tudi trgovci.
Džingiskan je uvedel nacionalno abecedo in pisavo in učitelje, pravnike in umetnike osvobodil plačevanja davkov, ki so bili za vse ostale podložnike precej visoki.
Vsako upiranje mongolski oblasti je po drugi strani povzročilo obširne kolektivne kazni, tako da so bila uničena cela mesta, vsi meščani pa ubiti.

### Verstva
Mongoli so bili zelo strpni do večine verstev in so jih celo podpirali. V Džingiskanovem času so prav vsa verstva, od budizma do krščanstva, mahihejstva in islama v Mongolskem cesarstvu ustanovila svoje konvente. Džingiskan je kljub temu, da je bil šamanist, ustanovil službo, ki je preprečevala medverske spore in zagotavljala popolno versko svobodo. Med njegovim vladanjem so bili vsi verski vodje oproščeni plačevanja davkov in opravljanja javnih služb. Poleg tega je organiziral tekmovanja v verskih razpravah med kleriki različnih verstev, ki so imela veliko poslušalcev.
Na začetku je bilo zaradi nomadskega načina življenja število svetišč majhno. Med Ögedejevim vladanjem je bilo v Karakorumu poleg palač zgrajenih tudi več budističnih, muslimanskih, krščanskih in taoističnih svetišč. Med verstvi so v tistem času prevladovali šamanizem, tengriizem in budizem, čeprav je bila Ögedejeva žena kristjanka. Kasneje je v treh velikih kanatih od štirih prevladal islam.

#### Budizem
Budizem je prišel v Mongolsko cesarstvo že v zgodnjem 13. stoletju. Prisotne so bile vse različice budizma, med njimi tudi kitajski, tibetanski in indijski. Med Möngkejevim vladanjem je začel prevladovati tibetanski budizem. Möngke je za poglavarja vseh budističnih samostanov v cesarstvu imenoval Namo iz Kašmirja.
Ko je Ögedejev sin in Gujukov mlajši brat Koten postal guverner pokrajin Ningšja in Gansu, je sprožil obširen vojaški pohod v Tibet, kateremu sta poveljevala generala Liči in Dorda. Mongoli so leta 1240 na pohodu požgali številne tibetanske spomenike, med njimi samostan Reting in tempelj Gyal.
Knez Kötön, ki je bil sicer prepričan, da na svetu ni večje sile od mongolske, je po drugi strani verjel, da je vera potrebna zaradi koristi v naslednjem življenju, zato je na svoj dvor povabil meniha Sakya Pandita. Panditovo učenje in znanje sta na Kötöna naredila tako globok vtis, da je prestopil v budizem in postal prvi uradni budistični knez v Mongolskem cesarstvu.
Budizmu je bil naklonjen tudi Kublajkan, ustanovitelj dinastije Juan. Kublaj je že leta 1240 navezal stike z menihom budizma zen Haijunom in ga imenoval za svojega budističnega svetovalca. S Haijunovo pomočjo je v budizem prestopil Kublajev drugi sin, ki je kasneje  postal naslednik dinastije Yuan, in si nadel kitajsko ime Žendžin, kar v dobesednem prevodu pomeni "resnično zlato". Kasneje je pod vplivom žene Čabi v budizem prestopil tudi Kublajkan. Hévajra tantro je prejel od lame Phagspe, ki je nanj naredil tako globok vtis, da ga je imenoval za državnega učitelja in kasneje za cesarskega učitelja budizma in mu podredil vse budistične menihe na ozemlju dinastije Juan. Tibetanski lame so bili vse do konca vladanja dinastije Juan leta 1368 najvplivnejši kleriki na ozemlju Juana in Mongolije.
Poleg tibetanskega budizma je imel velik vpliv na versko življenje na Kitajskem tudi indijski budizem.
Ilkani v Iranu so s svojo apanažo vzdrževali red Paghmo gru-pa v Tibetu in bogato podpirali razne indijske, tibetanske in kitajske menihe. Gazan kan je leta 1295 izgnal budiste in uničil njihove templje. Kasneje je v Velikem Horasanu zgradil budistični tempelj in prestopil v budizem. Budistična literatura iz 14. stoletja, ki so jo našli v Čagatajskem kanatu, kaže, da je bil budizem med Mongoli zelo priljubljen. Vladar Zlate horde Tokta je vzpodbujal menihe, naj se naselijo tudi v Rusiji, njegov naslednik Uzbek kan pa je takšno politiko prekinil.

#### Krščanstvo
Nekaj Mongolov so v krčanstvo že v 7. stoletju spreobrnili nestorijanci,  nekaj pa jih je v poznem 13. stoletju  spreobrnil italijanski frančiškan in papežev odposlanec Giovanni da Montecorvino.
Krščanstvo v Mongolskem cesarstvu nikoli ni doseglo visokega položaja, nekatere kagane in kane pa so njihove matere in učitelji kljub temu vzgojili v krščanskem duhu. Najbolj znane krščanske osebnosti so bile Džingiskanova snaha in Mongkejeva mati Sorgagtani Beki, Kublajkan, Hulegu kan in Arikbek, kan Zlate horde Sartak, Abaga kanova mati Dokuz katun, general mongolske vojske v Levantu Kitbuk, ki se je bojeval na krščanski strani, in drugi.
Mongoli so sklepali zavezništva tudi s krščanskimi državami, na primer s poroko Marije Paleologine, hčerke bizantinskega cesarja Mihaela VIII. Paleologa, in Abaga kana leta 1265. Z Grkinjami so bili poročeni tudi Tokta, Oldžejtu in Uzbek kan.
Mongolsko cesarstvo je poleg tega obsegalo ozemlja Vzhodne pravoslavne cerkve v Rusiji in Zakavkazju, Apostolske cerkve v Armeniji in Sirske nestorijanske cerkve v osrednji Aziji in Perziji.
V 13. stoletju so Mongoli poskušali skleniti zavezništvo s Francozi in izmenjati ambasadorje,  na  vojaškem področju  pa so sklepali zavezništva z evropskimi kristjani v Sveti deželi. Ilkan Abaga je med deveto križarsko vojno leta 1271 poslal križarjem na pomoč tumen svojih vojakov.
Nestorijanski Mongol Rabban Bar Sauma je leta 1287–1288 obiskal evropske dvore, v istem času pa se je med Mongoli  začel širiti islam.  Po izvolitvi Onguta Mar Jabalaha III. za katólikosa Vzhodne pravoslavne cerkve leta 1281 so začeli v vsa mongolska glavna mesta prihajati katoliški misijonarji.

#### Islam
Mongoli so v državni upravi zaposlovali veliko muslimanov, predvsem zaradi njihove dobre izobrazbe in znanja mongolskega in turškega jezika.
Med pomembnimi Mongoli, ki so prestopili v islam, so najbolj znani Mubarak šah iz Čagatajskega kanata, Tuda Mengu iz Zlate horde, Gazan iz Ilkanata in Berke, ki je vladal v Zlati hordi od leta 1257 do 1266 in je bil prvi mongolski kan, ki je prestopil v islam.
Prvi kan, ki je  sprejel islam za državno religijo, je bil Gazan kan iz Ilkanata. Njemu je sledil Uzbeg kan‎ iz Zlate horde, ki je zatem prisilil mongolsko plemstvo, ki je bilo tradicionalno naklonjeno šamanizmu in budizmu, da so tudi oni sprejmejo islamsko  vero. Mongoli v Čagatajskem kanatu so vztrajali pri svojem nomadskem načinu življenja ter budizmu in šamanizmu vse do 50. let 14. stoletja, ko je zahodni del kanata na hitro prestopil v islam, vzhodni del (Mogulistan) pa se je upiral islamizacji, dokler ni  sprejel islama kan Tuglug Timur (1329/1330–1363).
Kublajkan in njegovi nasledniki v cesarstvu Yuan so bili versko zelo strpni, zato je bilo v državi več kot milijon muslimanov, cesarstvo samo pa se ni nikoli islamiziralo. Najbolj vplivna religija je ostal budizem. Na družbeni lestvici so muslimani kotirali nižje kot Mongoli, vendar višje kot Kitajci. Stiki med cesarji Yuana in muslimanskimi državami v severni Afriki, Indiji in na Srednjem Vzhodu so trajali vse do srede 14. stoletja.

#### Tengriizem
Šamanizem je bil v osrednji Aziji in Sibiriji zelo razširjeno verovanje. Vseboval je celo vrsto tradicionalnih verovanj in ritualov, povezanih z duhovnim svetom. Osrednjo vlogo v odnosu med človekom in naravo je imelo čaščenje Mogočnega modrega in večnega neba (Хөх тэнгэр, Эрхэт мөнх тэнгэр). Džingiskanova duhovna moč je bila večja od duhovne moči drugih, zato je po usmrtitvi rivalskega šamana Teb Tengri Kokčuja on postal vez med ljudmi in nebom.
Šamani so imeli na mongolskem dvoru pomembno politično vlogo. Batu, Duva, Kebek in Tokta kan so imeli cel zbor moških šamanov. Delili so se na bekije in ostale. Bekiji so taborili pred palačo velikega kana, ostali pa za njo. Šamani so poleg astroloških opazovanj in ceremonij, povezanih s koledarjem, vodili vojsko in izvajali vremensko magijo.
Ko se je Gazan kan spreobrnil v islam, je kljub temu še vedno prakticiral nekaj elementov mongolskega šamanizma: zakonik Jasa je še vedno ostal v veljavi, šamanom je bilo dovoljeno ostati v Ilkanatu, njihova politična vloga pa je ostala nespremenjena tudi med vladanjem Oldžejtuja. Po Oldžejtuji smrti in prihodu vladarjev, ki so prakticirali bolj čisto obliko islama, je začela vloga šamanov upadati. Z islamizacijo Zlate horde in Ilkanata so popolnoma izginili, v cesarstvu Yuan pa se je v obrednih ceremonijah šamanizem  še vedno izvajal.

### Poštna služba
Mongolsko cesarstvo je imelo domiseln in učinkovit poštni sistem yam s številnimi dobro oskrbovanimi in zastraženimi poštnimi postajami, imenovanimi örtöö. Razdalje med postajami so bile okrog 40 km. Kurirji so na njih dobili hrano in spočite konje in nadaljevali pot ali pa so pošto predali drugim kurirjem. Kurirji so prepotovali od 200 do 300 km na dan, kar je več od rekorda, ki ga je 600 let kasneje dosegel ameriški Pony Express. Novica o kanovi smrti, na primer, je iz Karakoruma do Batu kanove vojske v srednji Evropi potovala samo štiri do šest tednov. Kurirji s potnim listom paiza in vojaški kurirji so imeli posebno oskrbo in so se lahko oskrbovali tudi izven poštnih postaj.
Džingiskan in njegov naslednik Ögedej sta sistematično gradila ceste. Ögedej je še pred svojim kronanjem zgradil cesto čez gorovje Altaj, kasneje pa je sistem cest razširil in od Čagatajskega kanata in Zlate horde zahteval, da s tem sistemom povežejo svoje ceste v zahodnem delu cesarstva.
Kublajkan je poleg običanjih poštnih postaj s prenočišči gradil tudi posebne postaje za visoke uradnike in diplomate. Med njegovim vladanjem je bilo v cesarstvu Yuan okrog 1.400 poštnih postaj s 50.000 konji, 8.400 voli, 6.700 mulami, 4.000 vozovi in 6.000 čolni.
V drugih delih Mongolskega cesarstva je bila organizacija poštne službe različna. V Mandžuriji in južni Sibiriji so se uporabljale tudi pasje vprege, Gazan kan iz Ilkanata pa je na Srednjem Vzhodu  vzpostavil poštni sistem  v omejenem obsegu. Zgradil je samo nekaj prenočišč, na katerih so oskrbovali samo cesarske kurirje. Džočidi v Zlati hordi so poštni sistem financirali s posebno poštno takso.

## Gospodarstvo

### Apanaže
Člani Džingiskanove "Zlate družine"  (Altan urag) so bili upravičeni do deleža (hubi) dobrin iz celega cesarstva. Do svojega deleža so bili upravičeni tudi plemiči in njihove družine ter vojaki, ki so dobili del celotnega vojnega plena.
Džingiskan  je leta 1206 razdelil članom svoje družine in lojalnim sobojevnikom velika ozemlja, ki so postala osnovni vir njihovih dohodkov. Vojni plen se je delil bolj na široko. Cesarice, princese in zaslužni služabniki, pa tudi otroci priležnic, so dobili polne deleže, vključno z vojnimi ujetniki. Kublajkan je na primer od Ilkanata, kjer je takrat vladal njegov nečak Abaga kan, zahteval dva inženirja za obleganje.
Po mongolski osvojitvi Krima leta 1238 so pristaniška mesta plačevala Džočidom carino, ki se je potem skladno s sistemom apanaž razdelila  med vse džingisidske princese v Mongolskem cesarstvu. Kublajidi v Vzhodni Aziji in Ilkanidi v Perziji so kot lojalni zavezniki pošiljali klerike, zdravnike, umetnike, učenjake, inženirje in uradnike in zanje dobili dohodke od apanaž iz vseh drugih kanatov.
Džingiskan je nomadska ozemlja in mesta v Mongoliji in severni Kitajski dodelil svoji materi Hölun, najmlajšemu bratu Temügeju in drugim članom družine, kitajska okrožja v Mandžuriji pa svojim drugim bratom.  Ögedej je leta 1232–1236 apanaže v severni Kitajski, Horezmu in Transoksaniji dodelil članom Zlate družine, cesarskim zetom (hurgen) in pomembnim generalom. Mongke je leta  1251–1256 razdelil apanaže v Perziji in prerazporedil apanaže v Osrednji Aziji.
Čagatajski kanat je bil po velikosti najmanjši, vendar so njegovi kani poleg nomadskega ozemlja v Srednji Aziji imeli v lasti tudi mesti Kat in Hiva v Horezmu in nekaj mest in vasi v Šanhsiju in Iranu.
Prvi Ilkan Hulegu je posedoval 25.000 družin svilarjev na Kitajskem, doline v Tibetu ter pašnike, živino in ljudi v Mongoliji. Njegov naslednik Gazan je leta 1298 poslal na dvor Timur kana odposlance z bogatimi darili in zahtevo po deležu svojega pradeda v Yuanu. Gazan je kasneje prejel apanažo, ki se ni izplačevala vse od časa Mongke kana.
Ögedej je po nasvetu svojega kitanskega ministra Jelu Čukaja dovolil, da plemiči v svojih apanažah brez posebnega dovoljenja velikega kana imenujejo sodnike in svojega pobiralca davkov darugačija, ki bo v njihovem imenu pobiral davke. Kublajkan se je še nekako držal Ögedejevih predpisov, Gujuk in Mongke pa sta avtonomijo apanaž omejila. Gazan je poleg tega prepovedal vse zlorabe imetnikov apanaž v Ilkanatu, yuanski svetnik Temuder pa je omejil prekomerne pravice mongolskega plemstva v apanažah na Kitajskem in v Mongoliji. Kublajev naslednik Timur je odpravil 358 okrajev svojega zeta, korejskega kralja Čungnjeola, ki so kljub temu, da niso bili pod neposredno mongolsko upravo, pomenili za korejsko ljudstvo preveliko finančno breme.
Sistem apanaž je bil med državljansko vojno v letih 1260–1304 resno ogrožen, vendar je preživel. Abaga iz Ilkanata je na primer leta 1270 dovolil Mongke Timurju iz Zlate horde pobirati davke od svilarskih delavnic v severni Perziji, Barak kan iz Čagatajskega kanata pa je leta 1269 poslal v Ilkanat svojega vezirja z nalogo, da razišče njegove apanaže. Vezirjeva resnična  naloga niso bile apanaže, pač pa vohunjenje za Ilkanidi.
Po podpisu mirovne pogodbe med mongolskimi kani Timurjem, Duvo, Tokto in Oldžejtujem leta 1304 je sistem apanaž ponovno oživel. Med vladanem Tok Timurja je yuanski dvor prejemal tretjino dohodkov mest v Transoksaniji, ki so bila pod oblastjo čagatajskih kanov, medtem ko je čagatajska elita, na primer Eldžigidej, Duva Timur in Tarmaširin, dobivala bogata darila in si z Yuanom delila skrbstvo nad  budističnimi templji. Tok Timur je od čagatajskega kneza Čangšija dobil tudi nekaj ruskih vojnih ujetnikov in bodočo Kublajevo ženo Čabi katun.
Leta 1326 je Zlata horda ponovno začela plačevati davke velikemu kanu cesarstva Yuan. 
Uzbek kan in njegovi nasledniki so do leta 1339 od svojih apanaž v Šanhsiju, Čeliju in Hunanu dobivali letno 24.000 dingov v papirnatem denarju.
Uzbek kanovi odposlanci so leta 1335 zahtevali od yuanskega dvora, da izplača apanažo njihovega vladarja, ki je bila potrebna za ustanovitev nove poštne postaje. Pogajanja so bila prekinjena in so se končala  z nasledstvenimi vojnami in upori mongolskih kanatov.

### Denar
Džingiskan je malo pred svojo smrtjo leta 1227 odobril uporabo papirnatega denarja, ki je imel podlago v dragih kovinah in svili. Mongoli so pred tem v svojem notranjem prometu kot enotno plačilno sredstvo uporabljali kitajske srebrne palice. Na Kitajskem se je uporabljal papirnat denar, na zahodu cesarstva, na primer v Zlati hordi in Čagatajskem kanatu, pa zlati, srebrni in bakreni kovanci.
Med Ögedejevim vladanjem je mongolska vlada izdajala papirnat denar, ki je imel podlago na zalogah svile in ustanovila službo za uničevanje starih bankovcev. Po Ögedejevi smrti so začeli razni mongolski in nemongolski mogotci nekontrolirano izdajati svoj denar, zato je Mongke leta 1253 ustanovil ministrstvo za finance, ki je nadziralo in preprečevalo prekomerne denarne emisije. Pod njegovo oblastjo so poenotili sistem uteži, ki je temeljil na srebrni palici suke, svojim nemongolskim podložnikom pa so še vedno  dovoljevali, da kujejo svoj denar in uporabljajo svoj tradicionalni sistem uteži. Med vladanjem Ögedeja, Gujuka in Mongkeja so se v Srednji Aziji uporabljali predvsem zlati in srebrni kovanci, v Zakavkazju, Iranu in južni Rusiji pa srebrni in bakreni kovanci.
V cesarstvu Yuan so med Kublajkanovim vladanjem izdajali papirnat denar s srebrno podlago. Poleg bankovcev so bili v obtoku tudi kovanci. Marko Polo je pisal, da je bil denar izdelan iz murvine skorje. Standardizacija papirnate valute je omočila yuanskemu dvoru ovrednotiti davke in zmanjšati transportne stroške davkov v blagu. Ljudstva v gozdovih Sibirije in Mandžurije so še vedno plačevala davke v blagu.
Kitajski papirnati denar chao se je uporabljal samo v cesarstvu Yuan. Leta 1294 je Gajkatu kan poskušal uvesti papirnat denar tudi v Ilkanatu. Denar je bil  skoraj popolna kopija kitajskega denarja - enaki so bili celo napisi in žigi. Njegov poskus je propadel, Gajkatuja pa so kmalu zatem umorili.
Zlata horda, Čagatajsko kanat in Ilkanat so kovali svoj zlat, srebrn in bakren denar. Gazanove fiskalne reforme so omogočile Ilkanatu uvedbo enotnega dvokovinskega denarja. Čagatajski kan Kebek je ponovno začel kovati denar, ki je imel podlago na rezervah srebra in v vsem svojem kanatu poenotil denarni sistem.

### Trgovina
Mongoli so cenili in vzdrževali trgovske in gospodarske zveze s svojimi sosedi. Takšno politiko so nadaljevali tudi med vojaškimi osvajanji in širjenjem cesarstva. Vsi trgovci in ambasadorji, ki so imeli ustrezne dokumente in pooblastila, so lahko varno potovali po celem cesarstvu, kar je zelo povečalo obseg trgovanja.
Džingiskan je vzpodbujal trgovanje s tujci že pred združitvijo Mongolov, ker so ga oskrbovali z informacijami o sosednjih državah in mu služili kot diplomati in pooblaščeni trgovci. Cesarski dvor so oskrbovali s tekstilom, hrano in drugimi dobrinami. Od velikih kanov so dobili paizo, s katero so bili osvobojeni plačevanja taks in jim je omogočala uporabo vseh poštnih postaj. Na Kitajskem, Rusiji in Iranu so služili tudi kot pobiralci davkov. Izgube zaradi razbojništev jim je pokrila državna blagajna.
Kasneje je prišlo do zlorab podeljenih bonitet in pranja denarja, zato je Mongke poslal k svojim pooblaščenim trgovskim partnerjem (ortoq), predvsem muslimanom in Ujgurum, cesarske preiskovalce. Izdal je ukaz, da morajo vsi trgovci plačevati komercialne takse in takse na premoženje. Izplačal jim je tudi vse menice, ki jih je trgovcem izdala visoka mongolska elita.
Takšno politiko je nadaljevala dinastija Yuan, Ilkana Hulegu in njegov sin Abaga pa se nista zmenila za yuanske uradnike in jim nista dovolila, da bi se vtikali v njune posle s trgovci z Bližnjega Vzhoda.
Podobno politiko je vodil tudi dvor Mongolskega cesarstva in vzpodbujal trgovce iz Kitajske, Indije, Perzije, Srednje Azije in celo Hanse k trgovanju z njegovem cesarstvu. Mongke Timur, na primer, je leta 1267 podelil Genovski in Beneški republiki izključno pravico do pristanišč Feodosija in Azov v Črnem morju. Zlata horda je leta 1270 dovolila nemškim trgovcem trgovanje na vsem svojem ozemlju, vključno z ruskimi kneževinami.
V 13. in na začetku 14. stoletja so evropski trgovci množično potovali na Kitajsko – Marko Polo ni bil edini, ampak je bil samo najbolj znan. Ceste, ki so povezovale Sredozemlje s Kitajsko, so bile relativno dobro vzdrževane in trgovina z zahodno Evropo, predvsem z italijanskimi republikami, je začela po letu 1300 kljub neuspeli francosko-mongolski zvezi hitro naraščati. Evropejci so na Kitajskem, v Rusiji, na Krimu in v Iranu začeli odpirati svoja pristanišča in tržnice in ustanavljati cehe.
Pomorska trgovina je imela v Mongolskem cesarstvu zanemarljivo majhen delež.

## Vojaške osvojitve

### Srednja Azija
Mongolska osvajanja v Srednji Aziji so se začela z Džingiskanovimi zmagami, združitvijo mongolskih in turških plemen in nastankom konfederacije Merkitov, Tatarov, Mongolov in Ujgurov, iz katere je kasneje nastalo Mongolsko cesarstvo. Mongolsko cesarstvo je nato začelo z vojnimi pohodi proti Horezmskemu cesarstvu in Perziji.
Posledica njihovih vojaških pohodov je bilo zelo velik upad števila prebivalcev v islamski Srednji Aziji in severovzhodnem Iranu, ker so Mongoli vsa mesta, ki so se jim upirala, popolnoma uničili. V Termezu na reki Oxos (Amu Darja) "so vse može in žene nagnali na ravnico in jih, po svoji stari navadi, pobili". Vsak vojak je moral usmrtiti določeno število ljudi, ki je bilo odvisno od okoliščin. V Urgenču, na primer, je vsak vojak ubil 24 ljudi.

### Srednji Vzhod
Na vojnih pohodih proti Bližnjemu Vzhodu so Mongoli na silo ali z vdajo osvojili ozemlje današnjega Irana, Iraka in Sirije in del Anatolije, od tod pa so v letih 1260 do 1300 vdirali proti jugu vse do Gaze v Palestini. Najpomembnejši bitki sta bili bitka za Bagdad leta 1258, v kateri so Mongoli osvojili in porušili mesto, ki je bilo petsto let središče islamske moči in kulture, in  bitka pri Ajn Džalutu leta 1260, v kateri so jih odločilno porazili Mameluki iz Egipta in ustavili njihovo prodiranje proti zahodu in jugu.
Na zaustavitev njihovega osvajanja na Srednjem Vzhodu so vplivali tudi drugi politični in geografski dejavniki, med katerimi sta bila najpomembnejša smrt Möngke kana leta 1259 in pomanjkanje dovolj velikih pašnikov za mongolske konje.

### Vzhodna Azija
Mongoli so med vojnimi pohodi proti Daljnemu Vzhodu v 13. in 14. stoletju osvojili Kitajsko in Korejo, ki je postala njihova vazalna država. Poskus invazije na Japonsko in osvojitev Vietnama sta spodletela. Njihov največji uspeh je bil vsekakor osvojitev Kitajske.

### Evropa
Med največje vojaške uspehe v Evropi spadajo osvojitev Kijevske Rusije in večine Rusije ter vojaški pohodi proti Poljski in Ogrski. Mongoli so v nekaj več kot treh letih (1237–1240) izropali in uničili vsa večja ruska mesta, razen Novgoroda in Pskova.
Papežev odposlanec k mongolskemu kanu Giovanni da Pian del Carpine, ki je leta 1246 potoval skozi Kijev, je zapisal:
"Mongoli so napadli Rusijo, kjer so naredili veliko opustošenje, uničili mesta in utrdbe in pobili ljudi. Zatem so začeli oblegati glavno mesto Rusije Kijev. Po dolgem obleganju so ga zasedli in pobili prebivalce. Med potovanjem skozi Rusijo smo naleteli na neštete človeške lobanje in kosti, ki so ležale po tleh. Kijev je bil zelo veliko in gosto naseljeno mesto, zdaj pa je od njega ostalo manj kot dvesto hiš, prebivalce pa držijo v popolnem suženjstvu."

## Politična ureditev, vazali in tributarne države
Zgodnje Mongolsko cesarstvo je imelo, poleg apanažnih kanatov, še pet glavnih enot:
- Mongolija, Južna Sibirija in Mandžurija so bile pod neposredno upravo Karakoruma;
- Severna Kitajska in Tibet – uprava Yanjing;
- Horezm, Mavaranar in Oaze Hami – uprava Bešbalik;
- Perzija, Gruzija, Armenija, Kilikija in Anatolija (deli, ki so bili pred tem pod oblastjo Seldžukov) – uprava Amu Darja;
- Zlata horda. Po mnenju priznanih ruskih strokovnjakov A.P.Grigorjeva in O.B.Frolove je bila država Džočidov razdeljena na deset provinc: Hiva (Horezm), Dešt-i-Kipčak, Hazarija, Krim, Azov, Ozemlje Čerkezov, Bolgarija, Vlaška, Alanija in Rusija.[141]

Med Džingiskanovim vojskovanjem v Srednji Aziji je njegov general Mukali poskusil ustanoviti province  in mrežo ustreznih državnih služb. Ögedej je takšno ureditev ukinil in po nasvetu uglednega državnika Yelü Chucaija področje severne Kitajske razdelil na deset pokrajin (lu, 路). Poleg tega je cesarstvo razdelil na upravi Bešbalik in Yanjing, Mandžurija, Mongolija in Južna Sibirija pa so spadale neposredno pod Karakorum. Kasneje je ustanovil še upravo Amu Darja. Med Mongkejevim vladanjem so se te uprave preimenovale v departmaje.
Kublajkan, ustanovitelj dinastije Juan, je obstoječe institucije temeljito preuredil. Leta 1271 je ustanovil Cesarstvo Juan in prevzel vlogo kitajskega vladarja. Juanska vojska je zatem porazila cesarstvo Južnih Songov in osvojila južno Kitajsko. Kublaj je tako postal cesar cele Kitajske, po drugi strani pa je izgubil nadzor nad zahodnimi kanati. Ozemlje Cesarstva Juan je razdelil na Osrednjo regijo (腹裏) in jo podredil upravi področnih sekretariatov (Šing džongšušeng (行中書省) oziroma službi Šuandženg (宣政院).

### Vazali in tributarne države
Mongolsko cesarstvo je na višku moči posedovalo Mongolijo, Tibet,  Kitajsko, Korejo, dele Burme, Romunijo, Pakistan, večino Rusije,  Sibirijo, Ukrajino, Belorusijo, Kilikijo, Anatolijo, Gruzijo, Armenijo, Perzijo, Irak in Srednjo Azijo. Poleg tega ozemlja so imeli tudi številne vazalne in tributarne države.

#### Evropske vazalne države
- Velika litovska kneževina je bila nominalni vazal. Mongoli pod poveljstvom Orda kana in generala Burundaja ter Nogaj kana so leta 1241 in 1259  osvojili južno Litvo.  Litovski veliki knez in poljski kralj Jogaila Algirdaitis (Vladislav II. Jagielo) je po padcu dinastije Juan uradno priznal Toktamiša za svojega vazalnega gospoda. Vladarji Zlate horde so Litvo vedno prištevali med svoje podložnike in so med svojim pohodom proti Timuridom od litovskega kralja zahtevali, da zanje v Kijevu pobira davke.[142]
- Številne ruske države, med njimi Novgorod, Pskov in Smolensk.[143] Batu kan je leta 1239 poskušal osvojiti severno Rusijo, vendar so mu obsežna močvirja južno od Novgoroda in Pskova to preprečila. Mongolska grožnja in invazija tevtonskih vitezov sta novgorodskega velikega kneza Aleksandra Nevskega prisilila, da je postal mongolski vazal. Malo kasneje je enako storil tudi Pskov. Leta 1274 je še zadnja ruska kneževina postala podložnica Mongke-Timurja in Zlate horde.
- Drugo bolgarsko cesarstvo.[144] Proti koncu mongolske invazije na Evropo so Bolgari pod vlado Ivana Asena II. poskusili uničiti tumen mongolske vojske. Kadan kan je zato med umikom iz Evrope napadel Bolgarijo in prisilil mladega kralja Kalimana I. k priznanju mongolske suverenosti in plačevanju davka. Iz pisma ogrskega kralja Béle IV. papežu Aleksandru IV. je razvidno, da so Bolgari leta 1254 Mongolom plačevali davke.
- Kraljevina Srbija.[144] Srbski kralj Stefan Uroš II.  Milutin je okrog leta 1288 poskušal s silo ukrotiti bolgarska plemiča iz okolice Braničeva v današnji severovzhodni Srbiji, ki sta bila vazala vidinskega kneza Mihaela Šišmana. Šišman je zato napadel Milutina in se po porazu vrnil v Vidin.  Ker je bil Šišman vazal vladarja Zlate horde, je Nogaj kan najprej hotel kaznovati Milutina za njegovo neposlušnost, ko so mu Srbi poslali bogata darila in talce, pa si je premislil. Med talci je bil tudi Milutinov sin Stefan Uroš, ki je po Nogajevi smrti leta 1299 pobegnil in se vrnil v Srbijo.

#### Vazali v jugovzhodni Aziji in Koreji
- Dai Viet  (Vietnam).[145] Vietnamci so aretirali mongolske odposlance, ki so jih prišli spraševat za pot, po kateri bi lahko napadli južno Kitajsko, zato so Mongoli leta 1257 napadli vietnamsko dinastijo Tran. Branilce so pognali v beg in zatem pobili prebivalce glavnega mesta Thang Longa. Da bi rešil svojo državo, je kralj Thang Tong privolil v plačevanje davkov Mongke kanu. Ko je Kublajkan leta 1264 zahteval popolno podreditev države, v katero je že poslal mongolske darugačije,[146] so se odnosi med državama zaostrili. Po vrsti vojaških spopadov v letih 1278–1288  je kralj Dai Vieta priznal mongolsko nadoblast. Zaradi obsežnih in brezuspešnih vojn sta obe strani pretrpeli velike izgube.
- Champa.[145] Kralj Champe Ve Indravarman je že leta 1278  hotel sprejeti nadoblast cesarstva Yuan, njegov sin in podložniki pa se za to niso zmenili. Mongolska vojska, ki je napadla Champo, se je na pohodu izgubila, njene generale pa so pobili. V odprtih bitkah leta 1283 so Mongoli nazadnje le zmagali. Da bi se država izognila nadaljnjim mongolskim napadom, je kralj dve leti kasneje začel Mongolom plačevati davek.
- Kmersko cesarstvo.[145] Leta 1278 je kmerski kralj ukazal usmrtiti mongolske odposlance, ki so zahtevali vdajo njegove države. Ko je mongolska vojska  oblegala trdnjave v sosednji Champi, so mu Mongoli ponovno  poslali odposlance z enako zahtevo. Ko je kralj tudi te odposlance aretiral, so Mongoli poslali nadenj 100 konjenikov. Konjeniki so naleteli na kmersko zasedo, ki jih uničila. Kmerski kralj se je zaradi bojevitih sosedov in strahu pred Kublajkanovim maščevanjem zatem opravičil in začel leta 1285 Mongolom plačevati davke.
- Suhotajsko kraljestvo in Čjangmaj ali Taijo. Ko je Kublajkan poslal vojsko, da bi zaščitil svoje vazale v Burmi, so tajske države sprejele mongolsko nadoblast. Kralj Ram Khamhaeng in drugi tajski in kmerski vladarji so večkrat obiskali yuanski dvor in s tem pokazali svojo vdanost.[147]
- Kraljestvo Goryeo. Mongolsko osvajanje Koreje je bilo sestavljeno iz niza vojnih pohodov od leta 1231 do 1270. Posebno krutih je bilo šest pohodov, ki so na Korejskem polotoku povzročili izjemno veliko število človeških žrtev. Koreja se je nazadnje vdala in postala za približno osemdeset let vazalna država cesarstva Yuan.[148] Mongolsko cesarstvo in Kraljestvo Goryeo sta okrepila svojo zvezo s porokami mongolskih in korejskih princev in princes. Medsebojno pročanje je trajalo kakšnih osemdeset let. Dinastija Goryeo je ostala pod mongolskim vplivom vse do 1350. let, ko je kralj Gongmin začel zrivati mongole iz svojega kraljestva.

#### Vazali na Bližnjem Vzhodu
- Kneževina Antiohija in Grofija Tripoli.[149] Mali križarski državi sta Mongolom dolgo časa plačevali letne davke in z njimi sodelovali na vojnem področju. Njunu vazalstvo je prenehalo leta 1268 (Antiohija) in 1289 (Tripoli), ko so obe državici osvojili Mameluki.
- Trapezundsko cesarstvo.  Seldžuke in vojsko Trebizondskega cesarstva so Mongoli porazili v Bitka pri Köse Dagu leta 1243. Po bitki je ikonijski sultan Keyhüsrev II. privolil na plačevanje davka, letno dobavo konj in lovskih psov ter draguljev. Cesar Manuel I. Trebizondski je uvidel, da se Mongolom ne more upirati, zato je z njimi na hitro sklenil mirovno pogodbo, začel plačevati davek in postal mongolski vazal. Njegovo cesarstvo je pod oblastjo Ilkanata z izvozom dobrin doživelo svoj največji razcvet. Z upadanjem mongolske moči po letu 1335 je cesarstvo vedno bolj trpelo zaradi vpadov Turkov, državljanskih vojn in notranjih spletk.[150]

#### Tributarne države
- Domorodno prebivalstvo Sahalina. Mongolska vojska je večkrat napadla Sahalin, prvič leta 1264, potem pa vse do leta 1308.[151] Razlogi so bili predvsem gospodarski, saj je vsako novo podjarmljeno ljudstvo pomenilo nov vir dohodkov za mongolski dvor. Nivhe in Oroke so Mongoli podjamili, Ainuji pa so se upirali in vsako leto napadli mongolske poštne postaje.[152] Leta 1308 so tudi oni priznali mongolsko nadoblast.
- Bizantinsko cesarstvo.[153] Ko je cesar Mihael VIII. Paleolog  aretiral egiptovske odposlance, je sultan Bajbars I. zahteval od svojega zaveznika  Berke kana, da napade grško cesarstvo. Pozimi leta 1265 je Nogaj kan skupaj z vazalno Bolgarijo napadel bizantinsko Trakijo. Spomladi istega leta je porazil Mihaelovo vojsko in Mihael je osvobodil aretirane diplomate in bivšega seldžuškega sultana Keykavusa II.. Potem, ko je Nogajeva vojska opustošila Trakijo, je bizantinski cesar z Berkejem iz Zlate horde podpisal mirovno pogodbo in dal Nogaju za ženo svojo hčerko Eufrozino. V Zlato hordo je od takrat dalje vsako leto poslal tovor dargocenih tkanin, Bizantinsko cesarstvo pa je v Zlati hordi in Ilkanatu v zameno dobilo dobra zaveznika.
- Male države na Malajskem polotoku. Kublajkan je v obdobju 1270–1280 poslal državam na Malajskem polotoku poslance z zahtevo po njihovi podreditvi. Večina držav je njegovo zahtevo sprejela. Marko Polo trdi, da so bili v davek, ki so ga plačevale podrejene države, vključeni tudi sloni, nosorogi, dragulji in Budov zob. Drug poznavalec razmer trdi, da je bila njihova podrejenost bolj ceremonijalna. Med mongolsko invazijo na Javo leta 1293 so se države Malaje in Sumatre uklonile in poslale Mongolom svoje odposlance ali talce. Domorodno prebivalstvo današnjega Tajvana in Filipinov so pomagali mongolski vojski, vendar niso bili nikoli pokorjeni.

## Svilna cesta
Mongolska ekspanzija preko azijske celine od leta 1215 do 1360 je prinesla politično stabilnost in vzpostavitev Svilne ceste. V 13. stoletju je nastala Frankovsko-mongolska zveza, ki je prinesla izmenjavo diplomatov (evropske dvore je leta 1287–1288 obiskal kitajski Mongol Rabban Bar Sauma) in celo vojaško sodelovanje v Sveti deželi.
Celo Svilno cesto je prepotovalo bolj malo evropskih trgovcev in krščanskih misijonarjev, med katerimi sta najbolj znana Marko Polo in frančiškan Guillaume de Rubrouck. Trgovsko blago iz Kitajske v Evropo in obratno ni potovalo v enem zamahu, ampak od trgovca do trgovca vzdolž Svilne ceste, kar je na koncu povzročilo izjemno visoke cene.
S propadom Mongolskega cesarstva je propadla tudi Svilna cesta. Zahodni del ceste so od razpadajočega Bizantinskega cesarstva prevzela turška plemena in začela razvijati svojo kulturo iz katere je nastalo sunitsko Osmansko cesarstvo. Turško-mongolske vojaške tolpe v Iranu so se po nekaj letih kaosa združile pod vodstvom Safavidov, iz česar se je nazadnje izoblikoval iranski narod.
Mongolski knezi v Srednji Aziji so bili zadovoljni z decentralizacijo cesarstva in kanati, v katerih so vladale Čagatajeva, Timurjeva in Uzbekova dinastija. Kipčaška in tatarska ozemlja mongolskih kanatov so se sesula zaradi epidemij kuge in naraščajoče moči Velike Moskovske kneževine. Na skrajnem vzhodu je kitajska dinastija Ming vrgla z oblasti dinastjo Yuan iz začela s politiko gospodarskega izolacionizma.
Kalmiki in Orjati so se pred stalnimi napadi Tatarov in kavkaških gorščakov leta 1628 umaknili s področja Bajkala v Sibirijo, kjer so zaprosili za zaščito ruskega carja. Od tam so se kasneje preselili na Ural in severni Kavkaz.
Po razpadu Mongolskega cesarstva so se začele velike politične moči vzdolž Svilne ceste gospodarsko in kulturno ločevati. Vzporedno z nastajanjem novih držav je začela pojemati moč nomadov, delno zaradi pustošenja kuge, delno zaradi vedno večjega števila stalno naseljenih civilizacij, ki so poznale smodnik.
Svilna cesta je zaradi vedno bolj ohlapnih notranjih povezav znotraj Mongolskega cesarstva in  vedno bolj obsežnega pomorskega prometa začela izgubljati svoj pomen in je okrog leta 1400 usahnila.

## Zapuščina
Mongolsko cesarstvo je bilo največje strnjeno cesarstvo v človeški zgodovini, zato se 13. in 14. stoletje, ko so bili na višku moči, pogosto imenuje kar "Obdobje Mongolov". Mongolske armade so bile v tem času izredno dobro organizirane. Smrtni davek njihovih bitk, pokolov, bolezni in lakote je zahteval okrog štirideset milijonov življenj.
Mnogi stari pisni viri opisujejo Džingiskanove zmage v nekaterih delih Azije kot masovno uničevanje brez primere, ki je spremenilo njihovo demografsko sliko. Iranska plemena, na primer, so se iz Srednje Azije preselile v današnji Iran. Strašno uničenje je doživel tudi vzhodni del islamskega sveta, saj je v letih 1220–1260 zaradi množičnih pobojev in lakote število prebivalcev v Perziji padlo z 2.500.000 na samo 250.000.
Med nevojaške dosežke Mongolskega cesarstva sodijo uvedba mongolske pisave, ki je temeljila na ujgurski pisavi in se še vedno uporablja v Notranji Mongoliji. Cesarstvo je poleg tega združilo vsa mongolska plemena in ustvarilo pogoje za nastanek mongolskega naroda in kulture. Sodobni Mongoli so večinoma ponosni na svoje bivše cesarstvo in občutek pripadnosti, ki jim ga je dalo.
V dolgoročno zapuščino Mongolskega cesarstva spadajo:
- Dinastija Yuan, ki jo je leta 1271 ustanovil Kublajkan, je ustvarila predpogoje za združitev Kitajske in razširila njene meje. Uporaba kitajskega papirnatega denarja chao je dosegla svoj višek ravno pod mongolskimi cesarji, čeprav je neustrezna monetarna politika kasneje povzročila hiperinflacijo.
- Čagatajski jezik, ki so ga govorila številna turška plemena, je dobil ime po Džingiskanovemu sinu. Jezik se je uporabljal tudi v literaturi in je kasneje v Rusiji izumrl.
- V času mongolsko-tatarske zasedbe Rusije se je močno povečal pomen Moskve. Ruski vladarji so kmalu po zasedbi njihovih ozemelj postali pooblaščeni mongolski pobiralci davkov, kar je pomenilo, da Mongoli sami niso prav pogosto obiskovali svojih ruskih posesti. Ruski car Ivan III. Vasiljevič, ki je vladal v letih 1462–1505, je po neodločenem vojaškem položaju na reki Ugri popolnoma izgnal Mongole in ustanovil Veliko Moskovsko kneževino.
- Evropsko poznavanje sveta se je z informacijami, ki so jih prinašali diplomati in trgovci z Daljnjega Vzhoda, izredno razširilo. Krištof Kolumb je s svojo odpravo leta 1492 nameraval odkriti pot na Kitajsko in je imel za velikega kana celo spremno pismo španskih monarhov Ferdinanda II. Aragonskega in Izabele I. Kastiljske.
- Nekatere raziskave kažejo, da je črna smrt, ki je v poznih 40. letih 14. stoletja opustošila Evropo, prišla iz Kitajske po trgovskih poteh preko Mongolskega cesarstva. Leta 1347 je pristanišče Feodosija na Krimu, ki je bilo v posesti Genovske republike, oblegala mongolska vojska pod Džanibekovim poveljstvom. Med dolgotrajnim obleganjem je mongolsko vojsko napadla neznana kužna bolezen in Mongoli so trupla svojih umrlih vojakov  katapultirali v oblegano mesto, s čimer so okužili prebivalstvo.[156] Genovski trgovci so z ladjami pobegnili iz mesta in kugo prenesli v južno Evropo, od koder se je začela hitro širiti. V pandemiji kuge je po celem svetu umrlo okrog 75 milijonov prebivalcev. V Evropi je v letih 1348–1350 umrlo okrog 20 milijonov prebivalcev, se pravi četrtina ali celo tretjina celotnega prebivalstva.
- Nekateri sodobni zgodovinarji, na primer R.J. Rummel, ocenjujejo, da je bilo med mongolskim vladanjem ubitih okrog 30 milijonov ljudi. Na Kitajskem se je v petdesetih letih mongolske vladavine število prebivalcev prepolovilo. Kitajske države so pred mongolsko invazijo štele okrog 120 milijonov prebivalcev. Osvajanja so se končala leta 1279, leta 1300 pa so opravili popis prebivalstva in našteli približno 60 milijonov prebivalcev.[157] David Nicole v svojem delu The Mongol Warlords  navaja, da so bili "teror in masovno ubijanje vseh, ki so se jim upirali, del dobro preizkušene mongolske taktike".[158]

Med mongolskimi osvajanji naj bi umrla tudi približno polovica ruskega prebivalstva, Colin McEvedy  pa ocenjuje, da je število prebivalcev v evropskem delu Rusije padlo s 7,5 na 7 milijonov prebivalcev. Zgodovinarji ocenjujejo, da je izginila tudi skoraj polovica prebivalcev Ogrske, ki je pred invazijo štela okrog dva milijona prebivalcev.
Ena od najuspešnejših mongolskih vojaških taktik je bila popolno uničenje mest, ki se niso hotela vdati. V invaziji na Kijevsko Rusijo so bila uničena skoraj vsa večja mesta. Če se je mesto vdalo, prebivalcev niso pobili, ampak so jih obravnavali kot sužnje, to pa je pomenilo, da je večina zaradi težkega dela kmalu umrla. Izjeme so bili vojni ujetniki, katere so vključili v svojo armado.  Poleg taktike zastraševanja je mongolsko vojsko odlikovala izredna žilavost, posebno v ostrih zimah, usposobljenost, napredovanje po vojaških zaslugah in disciplina. Mongolski vojaški strateg in general Subedej je gledal na zimo kot na najbolj primeren čas za vojno. Pozimi so se manj utrjeni prebivalci skrili pred mrazom, medtem ko so Mongoli izkoriščali zamrznjena jezera in reke kot avtoceste za svoje konjenike. Takšna strategija je bila še posebno uspešna v Rusiji.
Mongolsko cesarstvo je združilo velike regije, na primer vzhodno in zahodno Rusijo ter zahodne dele Kitajske, ki so kljub menjavi vladarjev ostale združene vse do danes. Mongoli sami so se po razpadu cesarstva pomešali z lokalnim prebivalstvom in prevzeli njihovo vero in običaje. V vzhodnih kanatih so prevzeli predvsem budizem v zahodnih pa predvsem sunitski islam.
Vpliv Mongolskega cesarstva ima tudi biološke dokaze. Zerjal s sodelavci je leta 2003 z DNA analizo kromosoma Y ugotovil, da ima mongolske prednike okrog 8% prebivalcev večjega dela Azije, kar pomeni 0,5% svetovnega prebivalstva.
Džingiskanovi potomci so bili tudi člani mogulske vladarske hiše na Indijski podcelini, saj je bil prvi vladar Babur (Zahiruddin Mohammed) po očetovi strani neposreden potomec Timur Lenka.
Ostanki nekoč mogočnega cesarstva dinastije Yuan, ki je razpadlo leta 1368, so znani kot Severni Yuan in so se vse do leta 1635 uspešno upirali Mandžurcem. Mandžurci so leta 1636 ustanovili dinastijo Qing, ki je bila naslednica Severnega Yuana, po letu 1644 pa tudi dinastije Ming. Združeno cesarstvo je živelo vse do 20. let 20. stoletja.

## Skliai
1. ↑  Turchin P., Adams J.M., Hall T.D. (2004) »East-West Orientation of Historical Empires Arhivirano 2008-05-27 na Wayback Machine.«. University of Connecticut. Pridobljeno 3.9.2009.
2. ↑  Issawi C.P. (1998). Cross-cultural encounters and conflicts. Oxford: Oxford University Press. str. 24. COBISS 98030848. ISBN 0-19-511813-8.
3. ↑  Buell P.D. (2003). Historical Dictionary of the Mongol World Empire. Scarecrow Press. ISBN 0-8108-4571-7.
4. ↑  Vernadsky G. & Karpovich M. (1953). The Mongols and Russia. Yale University Press, str. 288
5. ↑  Jackson P.M. (1999). The Delhi Sultanate: A political and military history. Cambridge: Cambridge University Press. ISBN 0-521-40477-0.
6. ↑  Boyle J.A. (1977). The Mongol World Empire, 1206-1370. London: Variorum Reprints.
7. 1 2  Curtis Wright D. (2001). The History of China. Westport: Greenwood Press. ISBN 0-313-30940-X.
8. ↑  Cotterell Y.Y. & Cotterell A. (1975). The Early Civilization of China, str. 223. G.P. Putnam's Sons
9. ↑  (1998). The Islamic World to 1600: The Golden Horde Arhivirano 2010-11-13 na Wayback Machine.. The University of Calgary.
10. ↑  Michael Biran, Qaidu and the Rise of the Independent Mongol State in Central Asia. The Curzon Press, 1997, ISBN 0-7007-0631-3
11. 1 2  Twitchett D.C. & Franke H. (ur.) (1994). The Cambridge History of China: Alien Regimes and Border States, str. 413. Cambridge: Cambridge University Press. ISBN 0-521-24331-9
12. ↑  Atwood C.P. (2004). Encyclopedia of Mongolia and the Mongol Empire, str. 201. Facts on File. ISBN 0-8160-4671-9
13. ↑  Vernadsky G. & Karpovich M. (1953). The Mongols and Russia, str. 288. Yale University Press.
14. ↑  Ringmar E. (2005). The Mechanics of Modernity in Europe and East Asia, str. 34. Routledge. ISBN 0-415-34254-6
15. ↑  Pamela Kyle Crossley, "A Translucent Mirror: History and Identity in Qing Imperial Ideology"
16. ↑  Riasanovsky Fundamental Principles of Mongol law, str. 83
17. ↑  Paul Ratchnevsky Genghis Khan: His Life and Legacy, trans. Thomas Nivison Haining, str. 191
18. ↑  secret history, str. 199
19. ↑  Secret history str. 203
20. ↑  B.Y. Vladimortsov The life of Chingis Khan, trans. Pricne. D.S. Mirsky, str. 74
21. ↑  Jack Weatherford – Genghis Khan and the making of the modern world str. 70
22. ↑  Genghis Khan: Life, death and resurrection  by John Man, str. 288
23. ↑  J.Bor – Mongol hiigeed Eurasiin diplomat shashtir, boti II, str. 165
24. ↑  Christopher P.Atwood – Encyclopedia of Mongolia and the Mongol Empire, str. 277
25. ↑  Christopher P.Atwood – Encyclopedia of Mongolia and the Mongol Empire, str. 509, Jeremiah Curtin- The Mongols
26. ↑  Timothy May – Chormaqan, str. 29
27. ↑  Reuven Aitei Press – The Mamluk-Ilkhanid war
28. ↑  J.Bor – Mongol hiigeed Eurasiin diplomat shashtir, boti II
29. ↑  Timothy May – Chormaqan, str. 32
30. ↑  The Delhi Sultanate by Peter Jackson, str. 105
31. ↑  J.Bor - ibid, str. 186
32. ↑  Christopher P.Atwood – ibid, str. 297
33. ↑  W.E.Henthorn – Korea, the Mongol invasions
34. ↑  Jack Weatherford - Ibid, str.  157
35. ↑  H.H.Howorth-History of the Mongols: II. del, str. 55-62
36. ↑  Jack Weatherford - Ibid, str. 158
37. ↑  Matthew Paris – English history  (prevod J.A.Giles), str. 348
38. ↑  The Academy of Russian science and the academy of Mongolian science-Tataro-Mongols in Europe and Asia, str. 89
39. ↑  Jack Weatherford - ibid, str. 163
40. ↑  John Man – Kublai Khan, str. 28
41. ↑  Ata Malik Juvaini – The History of the World Conqueror
42. ↑  H.H.Howorth – ibid, str. 81
43. ↑  Christopher P.Atwood – ibid, str. 555
44. ↑  Rene Grousset - The Empire of steppes
45. ↑  D.Bayarsaikhan (Ph.D) – Ezen khaaniig Ismailiinhan horooson uu (Did the Ismailis kill the Great Khan)
46. ↑  Jack Weatherford - ibid, str. 179
47. ↑  Christopher P. Atwood - ibid, str. 255
48. ↑  Thomas T. Allsen-Mongol Imperialism: The Policies of the Grand Qan Möngke in China, Russia, and the Islamic Lands, 1251-1259, p.280; ISBN 0-520-05527-6
49. ↑  Christophr P. Atwood, Ibid
50. ↑  L.N.Gumilev - Black legend
51. ↑  Wassaf, 12
52. ↑  Peter Jackson - ibid, str. 109
53. ↑  Barthold - Turkestan, str. 488
54. ↑  L.N.Gumilev, A.Kruchki - Black legend
55. ↑  Christopher P. Atwood - ibid, str. 197
56. ↑  Boyle John Andrew ed.– Cambridge history of Iran, vol. 5
57. ↑  W.Barthold - Turkestan down to the Mongol invasion, str. 446
58. ↑  Jack Weatherford - Genghis Khan and the making of the modern world, str. 120
59. ↑  Салих Закиров - Дипломатические отношения Золотой орды с Египтом
60. ↑  Rashid al-Din - Universal history
61. 1 2  Christopher P.Atwood - ibid
62. ↑  Rashid al-Din, ibid
63. ↑  H.H.Howorth - History of the Mongols from the 9th to the 19th Century: Part 2. The So-Called Tartars of Russia and Central Asia. Division 1
64. ↑  Otsahi Matsuwo - Khubilai kan
65. ↑  Michael Prawdin - Mongol Empire and its legacy, str. 302
66. ↑  J. J. Saunders-The History of the Mongol Conquests, str. 130-132
67. ↑  G.V.Vernadsky – The Mongols and Russia, str. 155
68. ↑  Q. Pachymeres, 5. knjiga, str. 344
69. ↑  Rashid al-Din
70. ↑  John Man – ibid, str. 74
71. ↑  The history of Yuan Dynasty
72. ↑  Sh.Tseyen-Oidov, ibid str. 64
73. ↑  The history of the Yuan Dynasty
74. ↑  John Man – Kublai Khan, str. 207
75. ↑  the History of Yuan Dynasty
76. ↑  Dailliez, p.324-325
77. ↑  Jack Weatherford - Genghis Khan, str. 195
78. ↑  G.V.Vernadsky - The Mongols and Russia, str. 344-366
79. ↑  Henryk Samsonowicz, Maria Bogucka - A Republic of Nobles, str. 179
80. ↑  G.V.Vernadsky - A History of Russia: New, Revised Edition
81. ↑  Allen, Thomas T. – Culture and conquest in Mongol Eurasia, str. 33
82. ↑  Allen, Thomas T. – Culture and conquest in Mongol Eurasia, str. 31-33
83. ↑  Michael Prawdin (Carol) – The Mongol Empire: Its rise and legacy
84. ↑  Allen, Thomas T. – Culture and conquest in Mongol Eurasia, str. 32
85. ↑  Rashid al-Din – Universal history, the family of Jochi
86. ↑  Rene Grousset – The Empire of steppes
87. ↑  Christopher P.Atwood – Encyclopedia of Mongolia and the Mongol Empire, str. 445
88. ↑  d.Ohson - History of the Mongols, II., str. 355
89. ↑  Sh.Tseyen-Oidov – Genghis bogdoos Ligden khutagt khurtel (khaad), str. 81
90. ↑  Vernadsky – The Mongols and Russia, str. 74
91. ↑  Oljeitu’s letter to Philipp the Fair
92. ↑  J.J.Saunders – The History of the Mongol conquests
93. ↑  H.H.Howorth – History of the Mongols: II. del, str. 145
94. ↑  Christopher P.Atwood, ibid, str. 106
95. ↑  Jack Weatherford – Genghis Khan and the making of the modern world, str. 236
96. ↑  Dickran Kouymjian – Chinese motifs in the 13th century Armenian art: The Mongol connection, str. 303
97. ↑  Thomas T. Allsen-Culture and Conquest in Mongol Eurasia, str. 39
98. ↑  Herbert Franke, Denis Twitchett- Alien Regimes and Border States, 907-1368, str. 541-550
99. ↑  Michael Prawdin-The mongol Empire and its legacy, str. 379
100. ↑  Charles J. Halperin- Russia and the Golden Horde: The Mongol Impact on Medieval Russian History‎, str. 28
101. ↑  Weatherford, str. 69
102. ↑  Weatherford, str. 135
103. ↑  The Encyclopedia Americana, By Grolier Incorporated, str. 680
104. ↑  Л.Н.Гумилев - Древняя русь и великая степь
105. ↑  Foltz "Religions of the Silk Road"
106. ↑  Steven Runciman, A history of the crusades, str. 397
107. ↑  Chambers, James (1979). The Devil's Horsemen: The Mongol Invasion of Europe. New York, N.Y. : Atheneum. ISBN 9780689109423.
108. ↑  Jack Weatherford, Genghis Khan and the Making of the modern world, str. 158
109. ↑  The secret history of Mongols
110. ↑  The new history of Yuan Dynasty, Beijing 1998
111. 1 2 3  Jack Weatherford - Genghis Khan and the making of the modern world, str. 220-227
112. ↑  Peter Jackson  - Dissolution of Mongol Empire, str. 186-243
113. ↑  Rene Grousset - The empire of steppes, str. 286
114. 1 2  Peter Jackson - from Ulus to Khanate:The making of Mongol States, c. 1220-1290 in The Mongol Empire and its legacy, str. 12-38
115. ↑  Cambridge history of China
116. ↑  The history of Gaoli - Chongson
117. ↑  Christopher P.Atwood, Encyclopedia of the Mongol Empire and Mongolia, str. 32
118. ↑  A Compendium of Chronicles: Rashid al-Din's Illustrated History of the World (The Nasser D. Khalili Collection of Islamic Art, Vol XXVII) ISBN 0-19-727627-X or Reuven Amitai-Preiss (1995), Mongols and Mamluks: The Mamluk-Īlkhānid War, 1260-1281, str. 179-225. Cambridge University Press, ISBN 0-521-46226-6.
119. ↑  W.Barthold Chagatay Khanate in Encyclopdeia of Islam 2ed, 3-4; Kazuhide Kato Kebek and Yasawr: the establishment of Chagatai Khanate 97-118
120. ↑  Handbuch Der Orientalistik By Agustí Alemany, Denis Sinor, Bertold Spuler, Hartwig Altenmüller, str. 391-408, Encyclopdeia of Mongolia and Mongol Empire - glej: Ahmad Fanakati
121. ↑  Thomas T. Allsen - Sharing out the Empire, str. 172-190
122. ↑  H.H.Howorth - History of the Mongols, Vol II, p.172
123. ↑  Jack Weatherford, str.176
124. ↑  A.P.Martinez - The use of Mint-output data in Historical research on the Western appanages, str. 87-100
125. ↑  Jack Weatherford, Genghis Khan and the making of the modern world, str. 176
126. ↑  Jack Weatherford, Genghis Khan and the making of the modern world, str. 175-176
127. ↑  Encyclopedia of Mongolia and the Mongol Empire, str. 362
128. ↑  The history of Yuan Dynasty and Spuler - Golden Horde
129. ↑  Bruce G. Lippard - The Mongols and Byzantium
130. ↑  A.P.Martinez - The use of Mint-output data in Historical research on the Western appanages, str. 120-126
131. ↑  »World Timelines - Western Asia - AD 1250-1500 Later Islamic«. Arhivirano iz prvotnega spletišča dne 2. decembra 2010. Pridobljeno 28. oktobra 2009.
132. ↑  »Central Asian world cities«. Arhivirano iz prvotnega spletišča dne 18. januarja 2012. Pridobljeno 28. oktobra 2009.
133. 1 2  »History of Russia, Early Slavs history, Kievan Rus, Mongol invasion«. Arhivirano iz prvotnega spletišča dne 1. februarja 2018. Pridobljeno 28. oktobra 2009.
134. ↑  »The Destruction of Kiev«. Arhivirano iz prvotnega spletišča dne 19. avgusta 2016. Pridobljeno 28. oktobra 2009.
135. ↑  C.P.Atwood-Encyclopedia of Mongolia and the Mongol Empire, str. 403
136. ↑  Herbert Franke, Denis Twitchett, John King Fairbank-The Cambridge History of China: Volume 6, Alien Regimes and Border States, str. 473
137. ↑  Colin Mackerras-China's minorities, str. 29
138. ↑  George Alexander Ballard-The influence of the sea on the political history of Japan, str. 21
139. ↑  Conrad Schirokauer-A brief history of Chinese and Japanese civilizations, str. 211
140. ↑  A Compendium of  Chronicles: Rashid al-Din's Illustrated History of the World (The Nasser D. Khalili Collection of Islamic Art, VOL XXVII) ISBN 0-19-727627-X, the reign of Mongke
141. ↑  A.P.Grigorev and O.B.Frolova-Geographicheskoy opisaniye Zolotoy Ordi v encyclopedia al-Kashkandi-Tyurkologicheskyh sbornik, 2001, str. 262-302
142. ↑  Rene Grousset - The Empires of Steppes, Ж.Бор Еварзийн дипломат шашстир II боть
143. ↑  Л.Н.Гумилев - Древняя Русь и великая степь
144. 1 2  Ринчен Хара Даван - Чингис хан гений
145. 1 2 3  Rene Grousset - Empires of Steppes, Ж.Бор Евразийн дипломат шашстир II боть
146. ↑  The History of Yuan Dynasty, J.Bor, str. 313, Encyclopedia of Mongolia and the Mongol empire, str. 581
147. ↑  The Empire of the Steppes By Rene Grousset, trans. N. Walford, str. 291
148. ↑  http://www.koreanhistoryproject.org/Ket/C06/E0602.htm
149. ↑  Reuven Amitei Press Mamluk Ilkhanid war 1260-1280
150. ↑  A History of the Byzantine Empire by Al. Vasilief, © 2007
151. ↑  Mark Hudson-Ruins of Identity, str. 226
152. ↑  Brett L. Walker-The Conquest of Ainu Lands, str. 133
153. ↑  Ринчен Хара-Даван: Чингис хан гений, Ж.Бор: Евразийн дипломат шашстир II боть
154. ↑  http://www.members.tripod.com/budisti/uv1.html
155. ↑  »Battuta's Travels: Part Three - Persia and Iraq«. Arhivirano iz prvotnega spletišča dne 23. aprila 2008. Pridobljeno 5. novembra 2009.
156. ↑  Svat Soucek (2002). A History of Inner Asia. Cambridge University Press. str. 116. ISBN 0-521-65704-0.
157. ↑  Ping-ti Ho, "An Estimate of the Total Population of Sung-Chin China", in Études Song, Series 1, No 1, (1970), str. 33-53
158. 1 2  Mongol Conquests
159. ↑  Atlas of World Population History, 1978
160. ↑  The Mongol invasion: the last Arpad kings
161. ↑  The Story of the Mongols Whom We Call the Tartars= Historia Mongalorum Quo s Nos Tartaros Appellamus: Friar Giovanni Di Plano Carpini's Account of His Embassy to the Court of the Mongol Khan by Da Pian Del Carpine Giovanni and Erik Hildinger (Branden BooksApril 1996 ISBN 978-0-8283-2017-7)
162. ↑  Zerjal, Xue, Bertolle, Wells, Bao, Zhu, Qamar, Ayub, Mohyuddin, Fu, Li, Yuldasheva, Ruzibakiev, Xu, Shu, Du, Yang, Hurles, Robinson, Gerelsaikhan, Dashnyam, Mehdi, Tyler-Smith (2003). "The Genetic Legacy of the Mongols". American Journal of Human Genetics (72), str. 717–721
163. ↑  Jack Weatherford, Ibid, str. 264